# Dolní Vltava (vodní cesta)
Dolní Vltava ve smyslu vodní cesty je dolní tok řeky Vltavy od hráze Slapské přehrady po soutok s řekou Labe v Mělníku. Někdy též dolní tok řeky od Prahy po Mělník. Jako vodní cesta byla využívána od pradávna pro intenzivní voroplavbu a později od poloviny 16. století i plavbu lodí.
Vltavská vodní cesta začíná na soutoku Labe s Vltavou v Mělníku (respektive v místě vyústění Hořínského plavebního kanálu do Labe cca 300 metrů pod soutokem s Vltavou) a prochází několika městy a městečky, jako jsou Kralupy, Libčice, Roztoky, Praha, Vrané, Davle a Štěchovice. Její úsek splavný pro velké lodě končí pod hrází Slapské přehrady u Třebenic v říčním kilometru 92,2. Nad hrází slapské přehrady pak začíná 148 km dlouhá středovltavská vodní cesta, splavná mimo 3 úseků pro plavidla kategorie I. až do Českých Budějovic.
V historii byl vltavský tok několikrát výrazně regulován úpravou jezů a výstavbou kamenných hrázek a výhonů, až bylo roku 1895 rozhodnuto o její kanalizaci, za účelem zajištění celoročních stabilních ponorů pro plavbu lodí s nosnosti nad 1000 tun. Kanalizační práce začaly ještě téhož roku výstavbou nízkých hradlových jezů v úseku pod Prahou. Ve 20. letech 20. století došlo ke splavnění vnitřní Prahy a od 30. let 20. století začala kanalizace výstavbou vysokých  plavebních stupňů s energetickým využitím i v úseku nad Prahou.

## Vodní cesta
Dolní Vltava je v celé své délce od soutoku s Labem po hráz Slapské přehrady vodní cestou mezinárodního významu E20–06. Tvoří odbočku  vodní magistrály E 20 (Severní moře-Hamburk-Mělník-Pardubice-Přerov-Dunaj) dle Evropské dohody o hlavních vnitrozemských vodních cestách mezinárodního významu (AGN). Zhruba po Kralupy nad Vltavou prochází rovinatou polabskou krajinou, dále však vstupuje do úzkého a hluboce zaříznutého údolí, přerušeného pouze pražskou kotlinou.
Jedná se o spolehlivou a kvalitní vodní cestu, českou legislativou zařazenou do IV kategorie dle mezinárodní klasifikace vodních cest. V celé své délce je splavná pro lodě nebo tlačné soupravy maximálních rozměrů 110 × 10,6 metrů při ponoru 1,8 m, přičemž v úseku nad Prahou je povolena i maximální šířka 11,5 metrů a v úseku pod Prahou (od přístavu Holešovice) za vhodných podmínek maximální délka 137,5 metrů.
Dolní Vltava je dále vodní cestou s dostatečně širokou plavební dráhou a celoročně zajištěným ponorem, která navíc v zimě prakticky nezamrzá, díky odpouštění teplotně stabilizované vody z hloubek přehrad vltavské kaskády. Jednolodní plavební dráha se vyskytuje pouze při vjezdech do plavebních komor a v laterálních průplavech před plavebními komorami Podbaba a Hořín.
Po celé délce vodní cesty se vyskytují místní přístaviště a překladiště, ale hlavní přístavy se nacházejí na území Prahy.

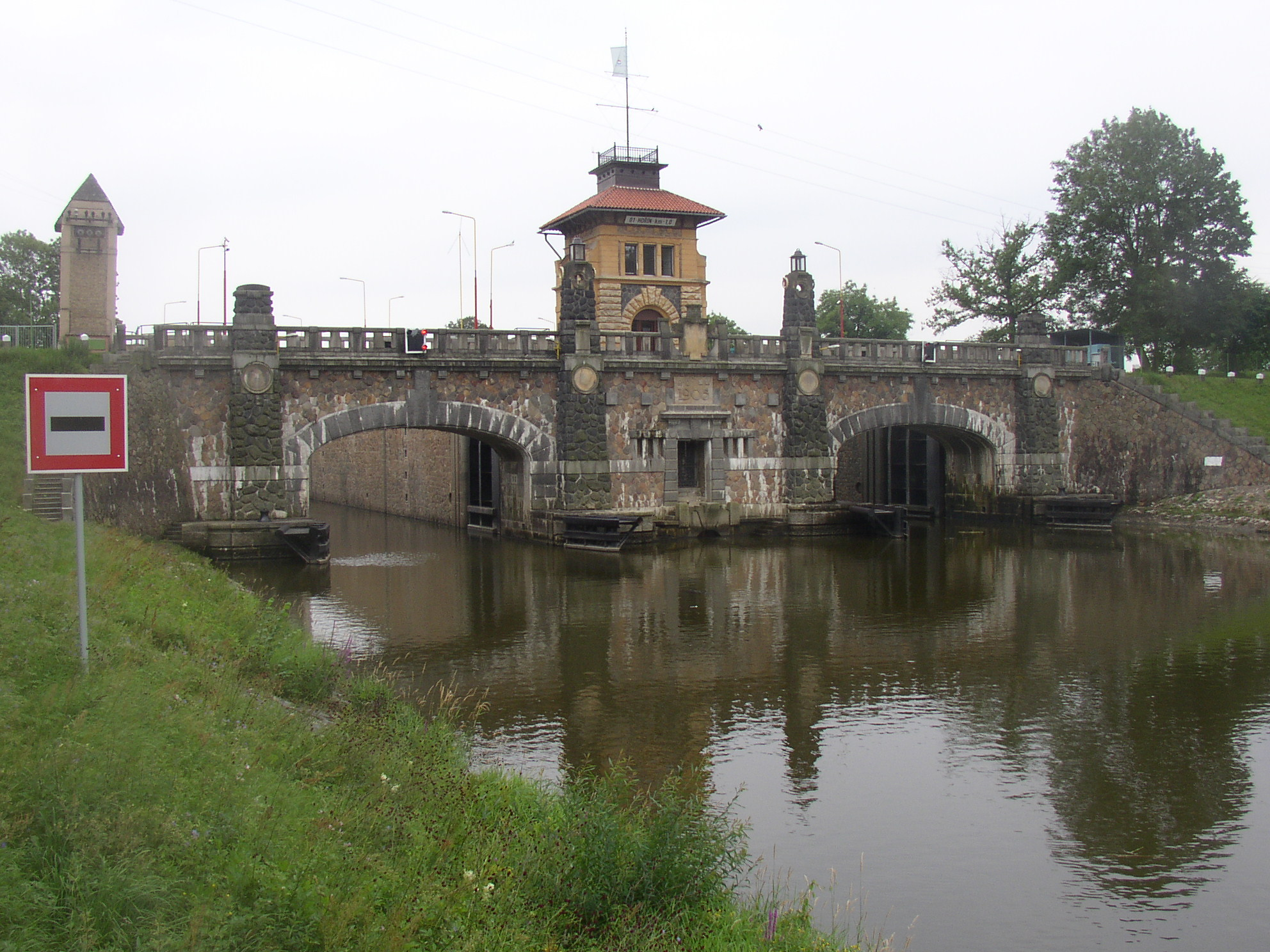
Plavební komory Hořín
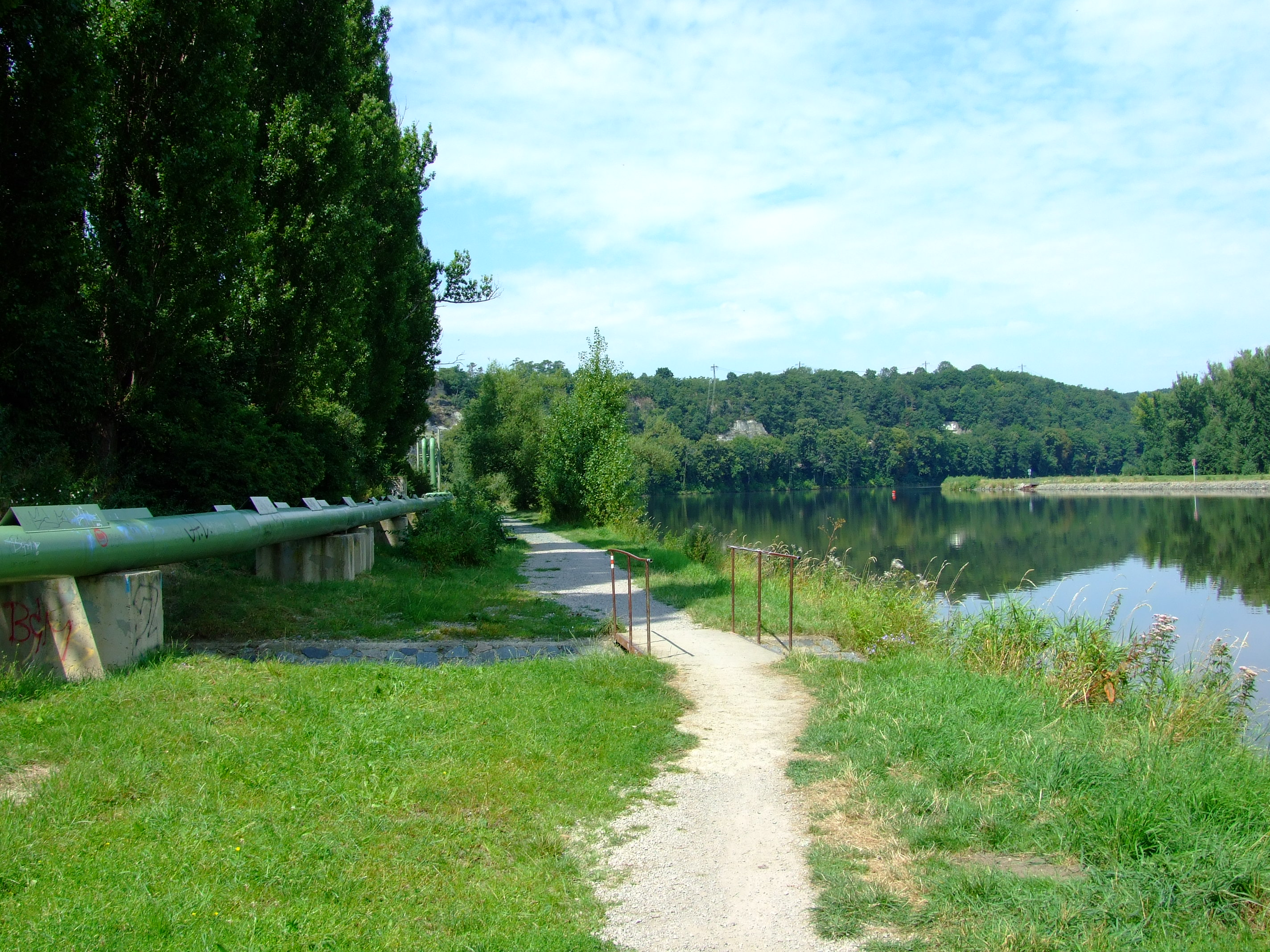
Vltava v Kralupech nad Vltavou
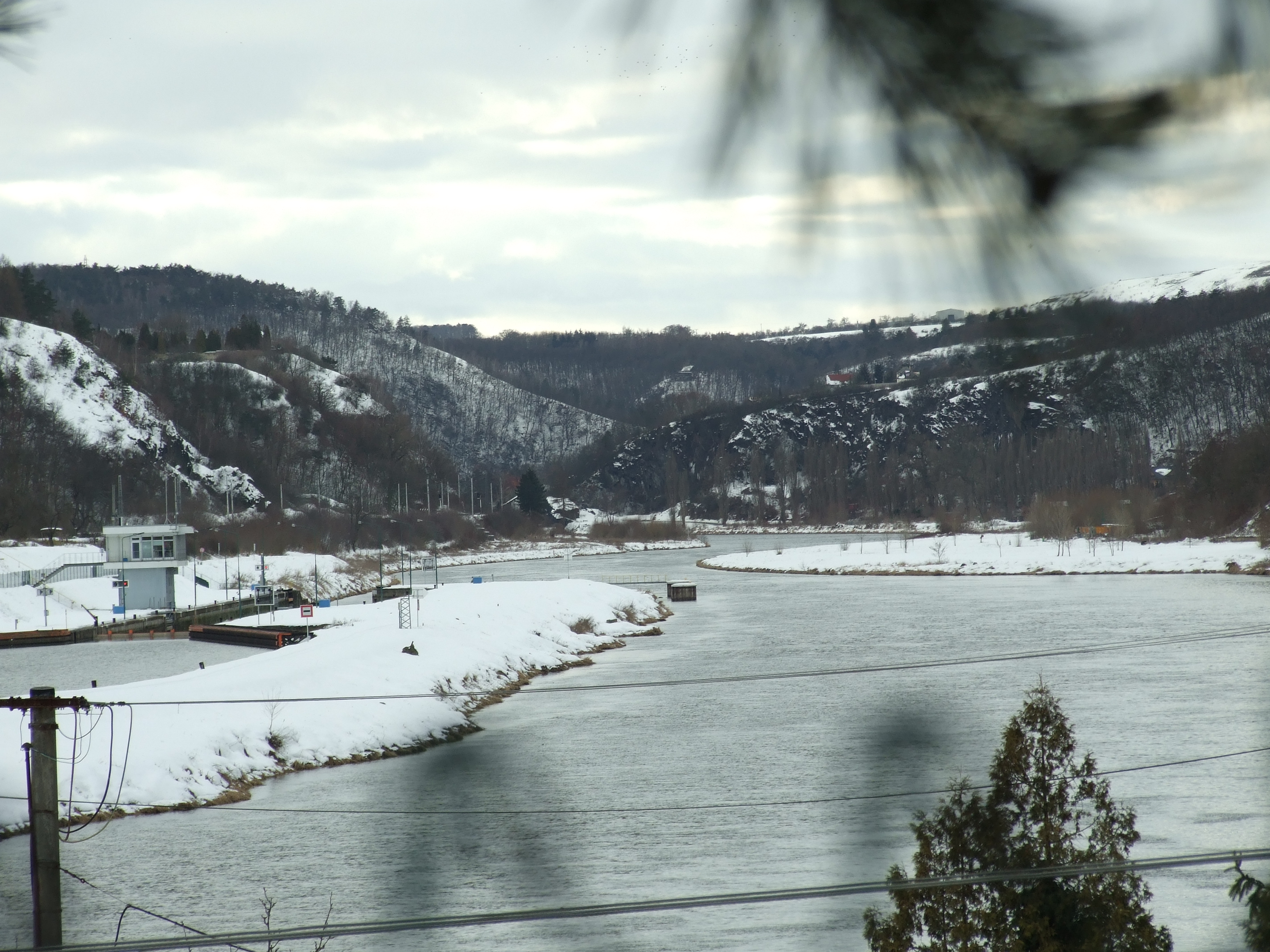
Plavební komory Roztoky
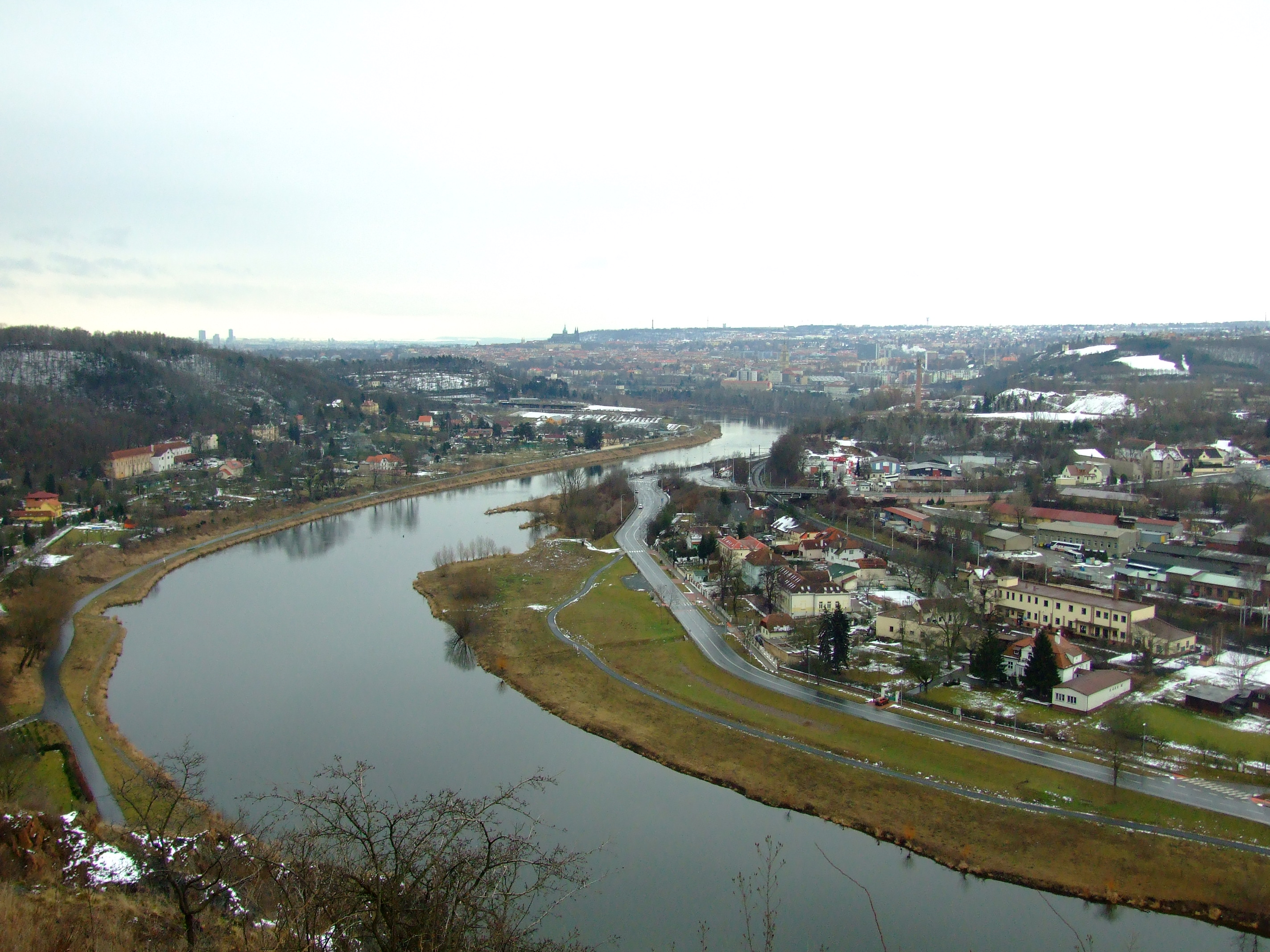
Vltava pod Prahou – pohled z Bohnické skály proti proudu.
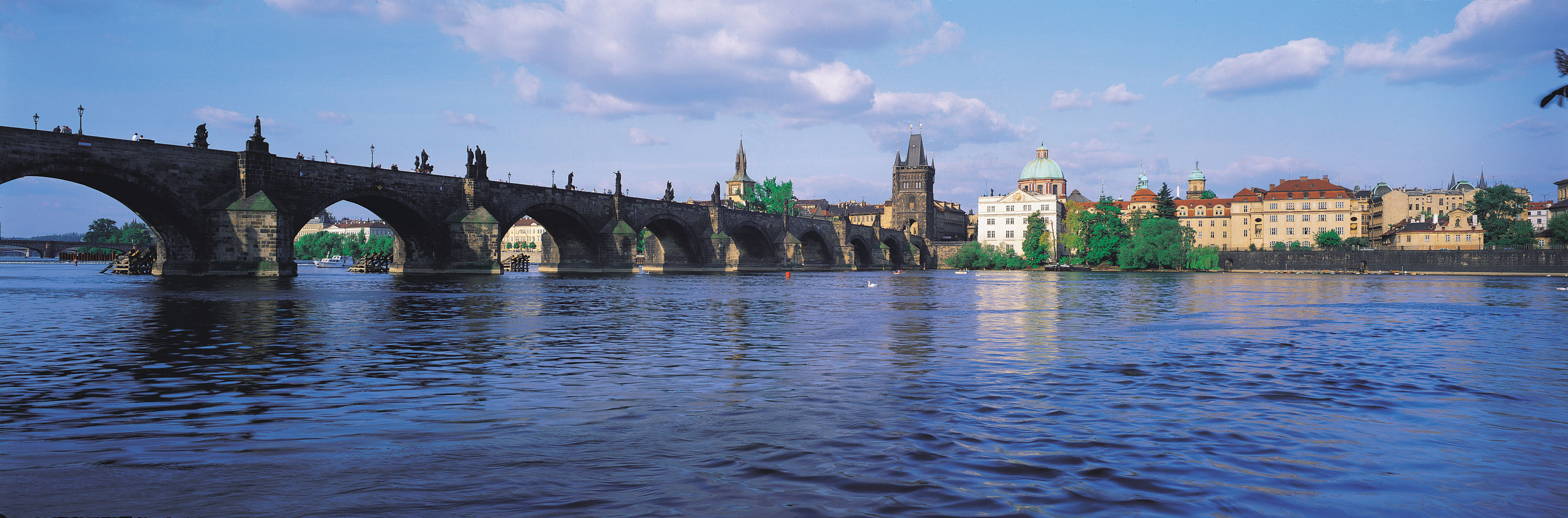
Karlův most v Praze
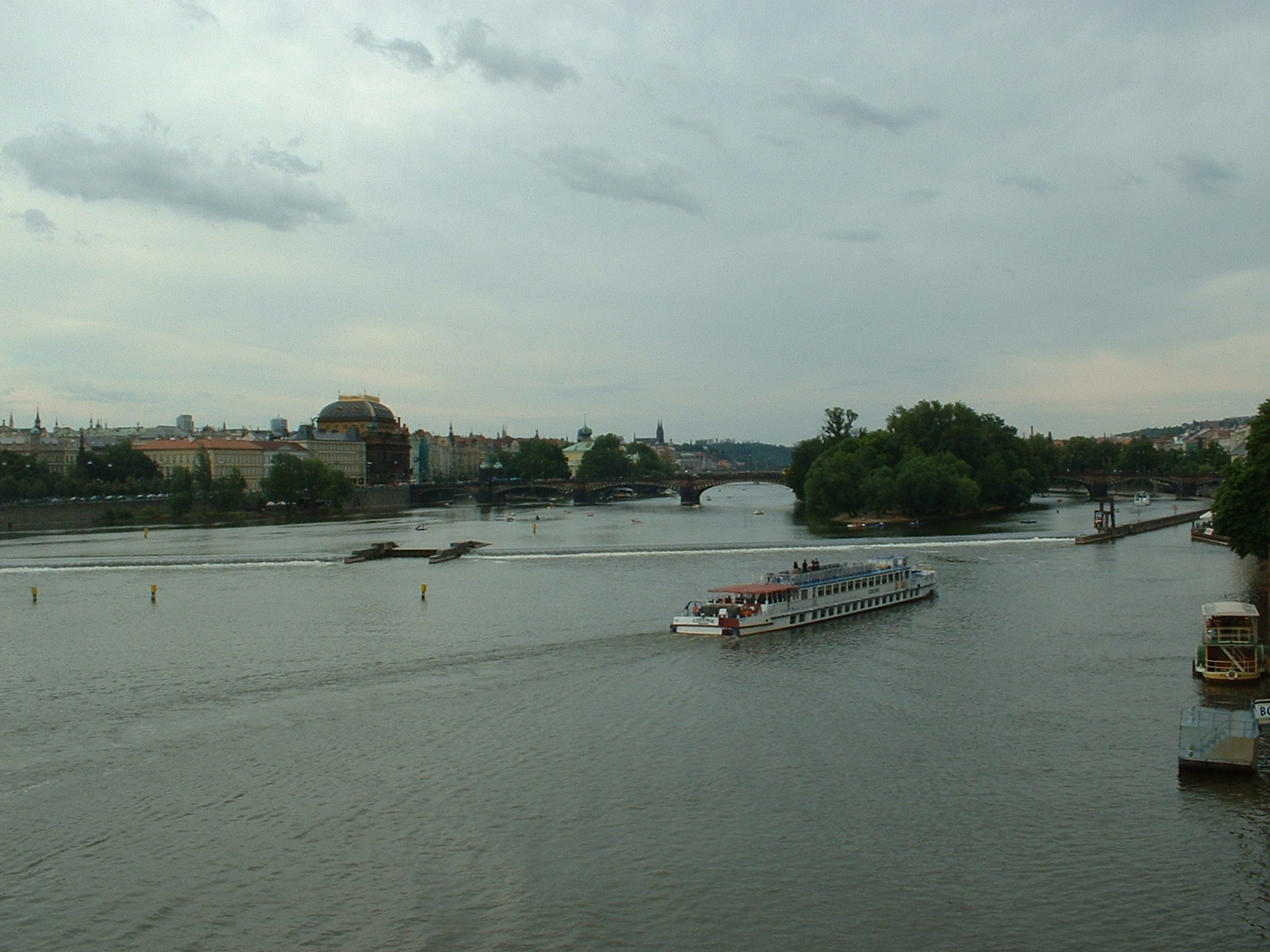
Staroměstský jez a vjezd do plavebního kanálu k plavební komoře Smíchov.
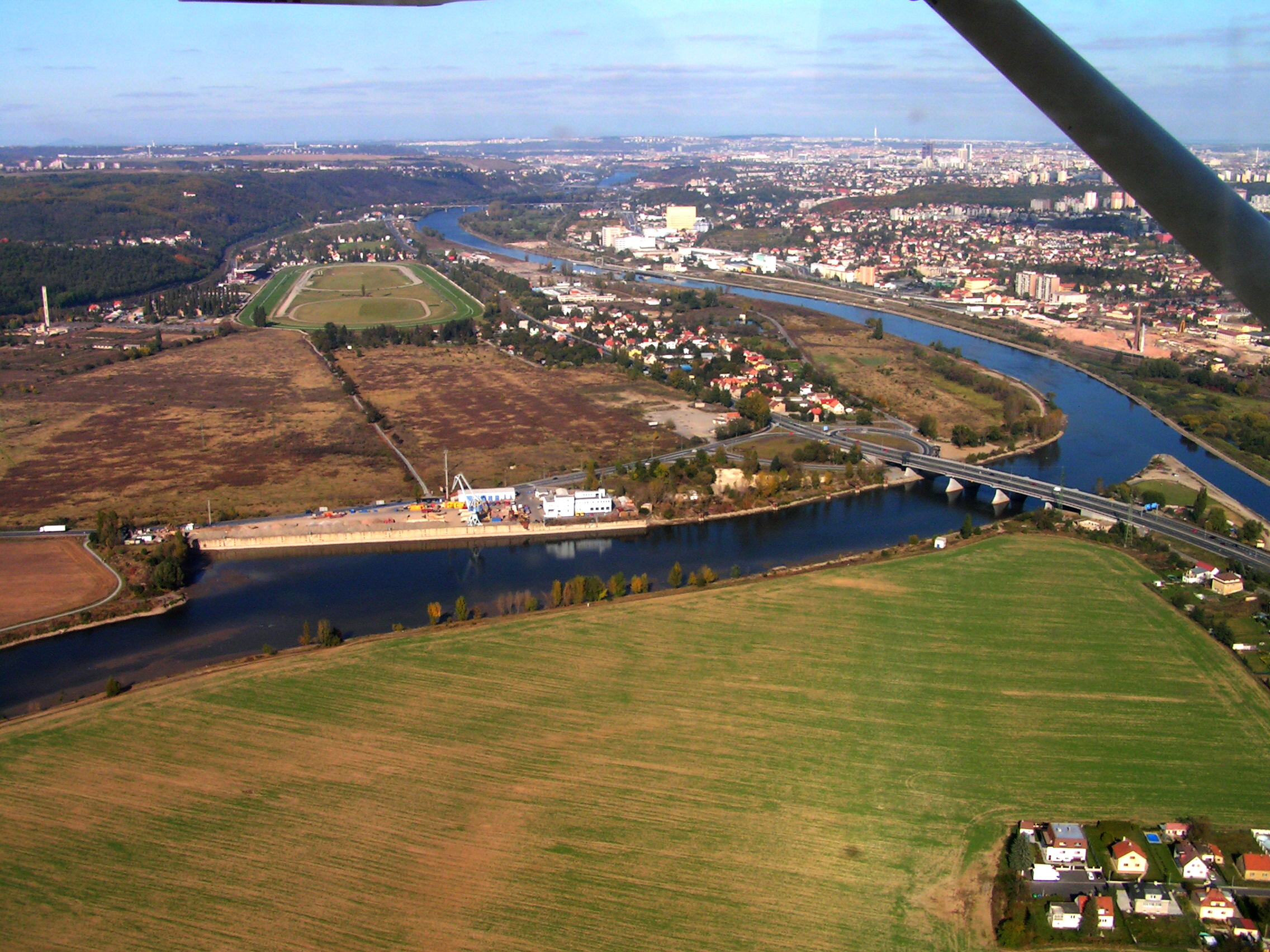
Soutok Berounky s Vltavou a přístav Radotín
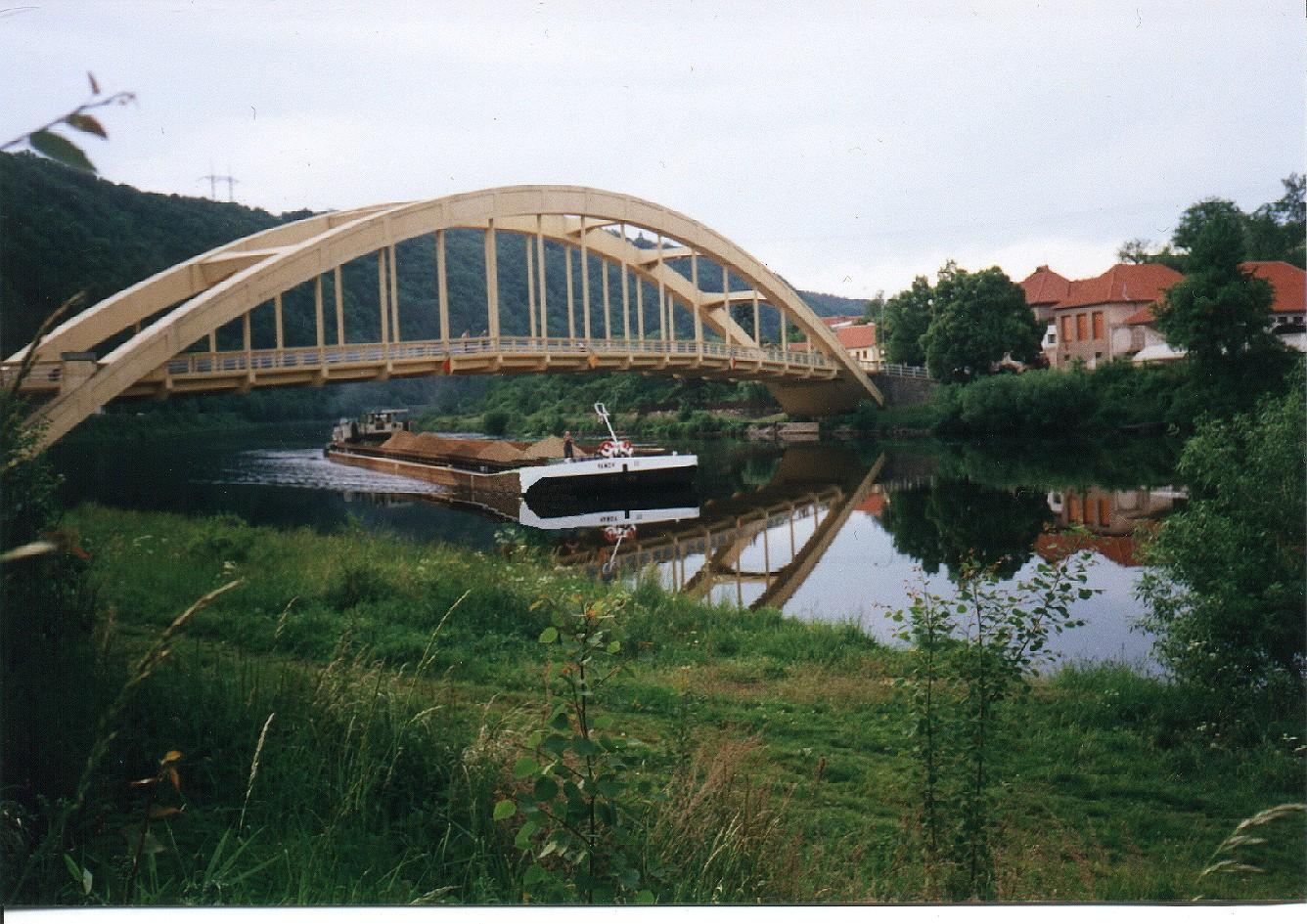
Tlačná sestava nedaleko mostu ve Štěchovicích

### Hlavní úseky
- Mělník – Praha, Holešovice (Karlín) řkm 0–49,5

Tento úsek je za vhodných podmínek splavný pro plavidla maximálních rozměrů 137,5 × 10,6 metrů s ponorem 1,8 metrů, a po celou plavební sezonu pak pro plavidla stejných parametrů s délkou do 110 metrů. Minimální podjezdná výška je stanovena na dříve standardních 4,5 metrů, především kvůli nízkým mostům na plavebních kanálech.
Jedná se o řeku, kanalizovanou pomocí nízkých jezů, umístěných pokud možno nad peřejnaté úseky řeky s větším spádem, které pak jsou obcházeny delšími či kratšími průplavy k plavebním komorám překonávajících celkový spád jezu i peřejnatého úseku. Jedná se o průplavy Praha-Podbaba, Roztoky a  Vraňany-Hořín (viz dále). Původně hradové jezy, vztyčované pouze v období nízkých vodních stavů, byly v 80. letech 20. století nahrazeny pevnými klapkovými jezy s hydraulicky podpíranými hradicími klapkami a stálým vzdutím, které zajišťují stálou plavební hloubku 1,8 metrů po celé plavební období. Plavební komory v tomto úseku sice vyhovují svou délkou (137,5 metrů, resp. až 190 metrů u spřažených komor umístěných za sebou) ale šířka jejich vjezdových vrat a hloubka nad záporníkem omezují parametry celé vodní cesty a jsou příčinou jejího zařazení pouze do kategorie IV klasifikace mezinárodních vodních cest. Výjimkou je zrekonstruovaná velká plavební komora v Praze-Podbabě, která svou šířkou 12 metrů a hloubkou nad záporníkem 4 metry vyhovuje požadovaným cílovým parametrům. Stejně tak minimální podjezdná výška mostů na plavebních kanálech v dnešní době již ale nevyhovuje a u nových nebo rekonstruovaných mostů je vyžadováno dosažení minimální podjezdné výšky 5,25 m s možností zvýšení v budoucnu na 7 m, pro zajištění racionální přepravy kontejnerů.
V celém úseku je množství osobních i nákladních přístavišť a v jeho závěru se nachází veřejný a ochranný přístav Praha-Holešovice a laguny bývalého přístavu Praha-Libeň a Českých loděnic. Bývalý prastarý koncový přístav Praha-Karlín se nacházel v místech dnešní 4 pruhové vozovky v ulici Pobřežní v Karlíně a byl v polovině 20. století zasypán spolu s větší částí slepého ramene řeky.
Zajímavostí je, že u jezu ve Vraňanech, jakožto vstupního objektu do dlouhého  průplavu Vraňany-Hořín, byla též postavena malá plavební komora, umožňující zachování plavby původní říční tratí až k soutoku s Labem. Plavební komora měla rozměry 60 × 8 m a byla v provozu do roku 1986. Do dneška se zachovala její stavební část, využitá jako náhon k nově přistavěné vodní elektrárně.
- Vnitřní Praha (Holešovice – Smíchov) řkm 49,5–54,3

V tomto úseku je povolena plavba plavidel o celkových rozměrech 110 × 10,6 metrů s maximálním ponorem 1,8 metrů. Maximální podjezdná výška je omezena na 4,5 metrů.
Jedná se o úsek řeky procházející historickým centrem Prahy, vzdutý pevnými jezy s nábřežími většinou upravenými do podoby náplavek, využívaných jako přístaviště osobních lodí. Tento úsek byl pro velké lodě splavněn teprve ve 20. letech 20. století, a to soustředěním spádu dvou původních pevných jezů novým jezem s plavebními komorami u zdymadla Štvanice, a výstavbou levobřežního průplavu s plavební komorou Smíchov, překonávající zároveň spád původních historických jezů Staroměstského a Šítkovského. Pro zpřístupnění prostoru mezi oběma jezy byla při pravobřežním konci Šítkovského jezu postavena i malá plavební komora Mánes.
S výjimkou Hlávkova mostu disponují ostatní pražské mosty v tomto úseku podjezdnou výškou nad 6,5 metrů a s jistou tolerancí v době nejvyšších vodních stavů vyhoví i požadované cílové podjezdné výšce 7 metrů. Budoucím požadavkům vyhovuje i délka velkých plavebních komor, která činí 170 metrů. Zato nevyhovující je jejich 11 metrová užitná šířka.
- Praha (Smíchov) – Třebenice (Slapská přehrada) řkm 54,3–91,5

Horní úsek řeky začíná v nadjezí Šítkovského jezu a je splavný pro plavidla rozměrů 110 × 11,5 metrů, tedy odpovídajících klasifikační třídě Va. Dovolená plavební hloubka je 1,8 metrů do přístavu Praha-Radotín, 1,6 metrů od soutoku s Berounkou po ochranný přístav Štěchovice a 1,2 metrů nad Štěchovicemi. Povolená podjezdná výška mostů má hodnotu 4,5 metrů a nad soutokem s Berounkou je vyhovující současným dopravním požadavkům.
Odpradávna využívaný k voroplavbě a od poloviny 16. století pro lodní plavbu regulovaný úsek řeky byl od 30. let 20. století postupně kanalizován. Kanalizace byla dokončena za 2. světové války výstavbou plavebních stupňů ve Vraném nad Vltavou a ve Štěchovicích, s plavebními komorami o šířce 12 metrů. Podle tehdejších plánů měla být Vltava splavněna pro 1000 tunové lodě z Prahy až do Českých Budějovic, čemuž odpovídá i počet a parametry plaveních komor. Po konci 2. světové války však došlo k přehodnocení plánů další výstavby ve prospěch vysokých přehrad s energetickým využitím, u kterých bylo od výstavby velkých plavebních zařízení upuštěno. Tento úsek se tak stal slepou vodní cestou, na jejíž trase neleží významné dopravní cíle, čemuž odpovídá i velmi malé využití pro nákladní dopravu. O to významnější je využití pro plavbu rekreační a osobní. Celým splavným úsekem je také vedena tradiční pravidelná osobní linka Praha – Štěchovice – Slapy.

### Plavební provoz
Dolní úsek je v současné době hojně využíván k zásobování Prahy pískem z polabských pískoven a odvozem stavební suti, stejně jako plavbou zahraničních kajutových lodí (plovoucích hotelů) do Prahy. V letech 2003–2005 bylo na Dolní Vltavě zaznamenáno průměrně 1100 proplavených nákladních lodí a 65 osobních lodí ročně.
Horní úsek byl v minulosti využíván pro dopravu soli, dřeva, stavebních hmot a různého zboží s jižních Čech do Prahy a někdy i dále na Labe. Po nástupu železnice zanikla doprava soli a zboží, ale nadále se hojně provozovala voroplavba, doprava říčního písku a kamene ze středovltavských lomů. Nevídaných rozměrů pak dosáhla osobní doprava v trati Praha – Štěchovice, kdy bylo ve 30. letech 20. století dopraveno až 2 miliony cestujících ročně. Především výletníků a pasažérů plaveb Svatojánskými proudy. Po 2. světové válce a vybudování povltavské silnice však zájem o osobní plavbu upadá a po zahájení výstavby přehrady Slapy je násilně přerušena i nákladní plavba ze středního Povltaví.
V současnosti na Vltavě nad Prahou probíhá prakticky pouze rekreační plavba, kromě pravidelných linkových plaveb na trase Praha – Slapy a v minulosti též výjimečné dopravy písku do přístavu Štěchovice. Oživení především osobní a rekreační plavby se však očekává po výhledové výstavbě lodního zdvihadla na přehradě Slapy.

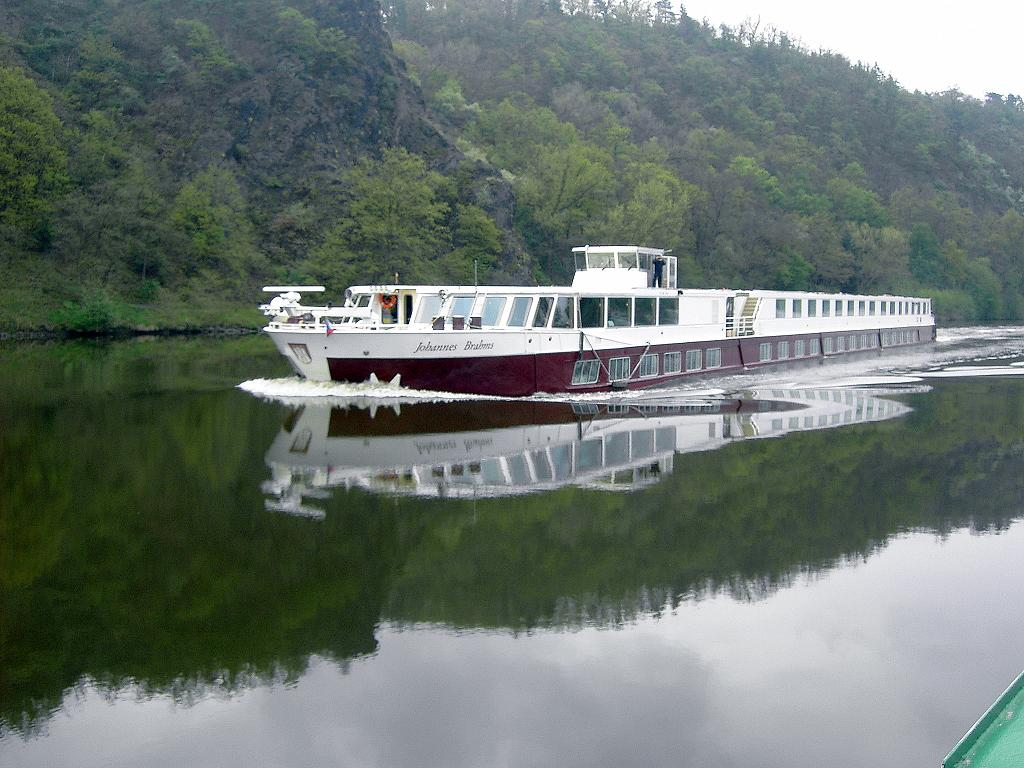
Kajutová loď Johannes Brahms u Libčic
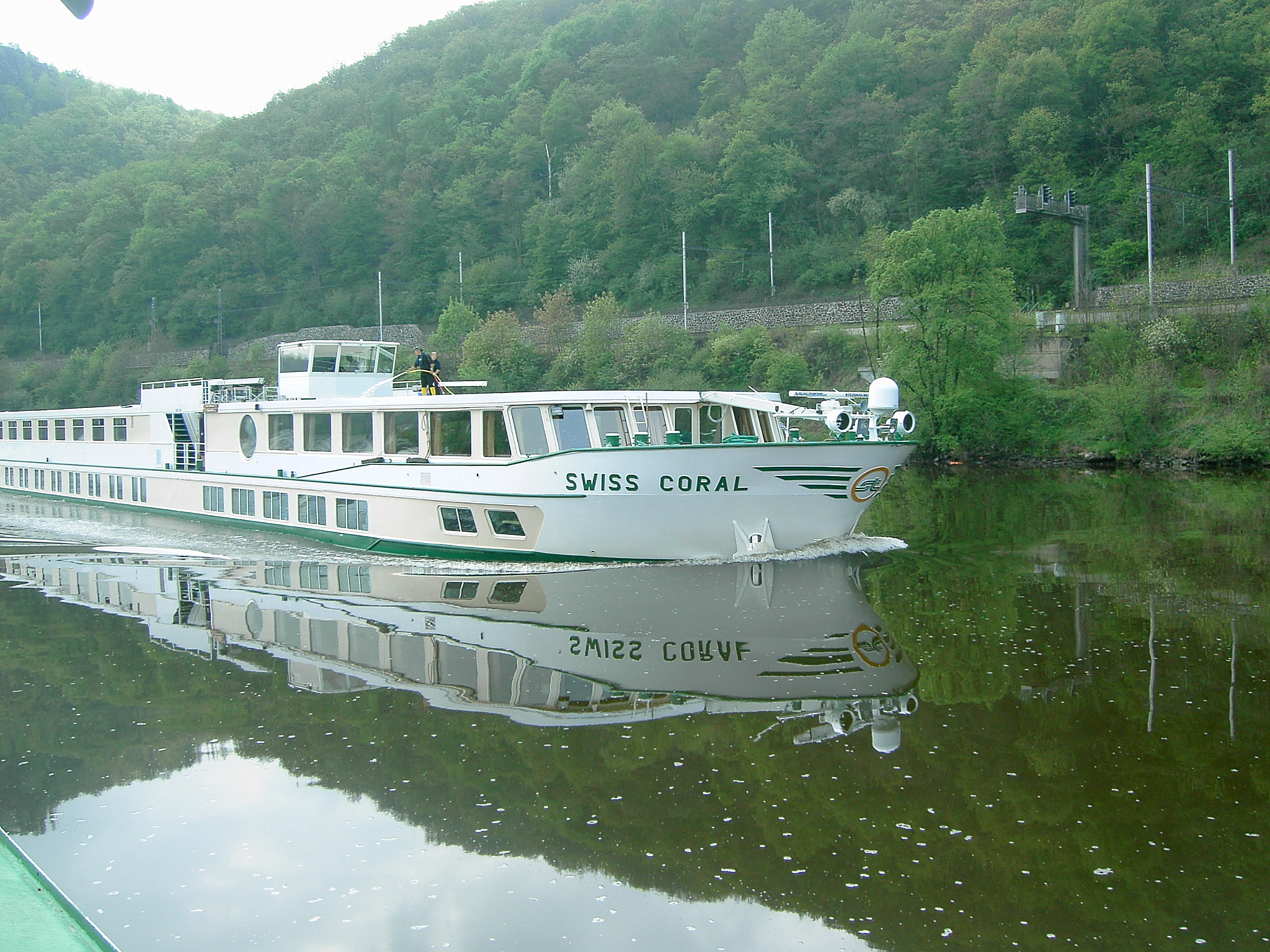
Kajutová loď Swiss Coral u Úholiček
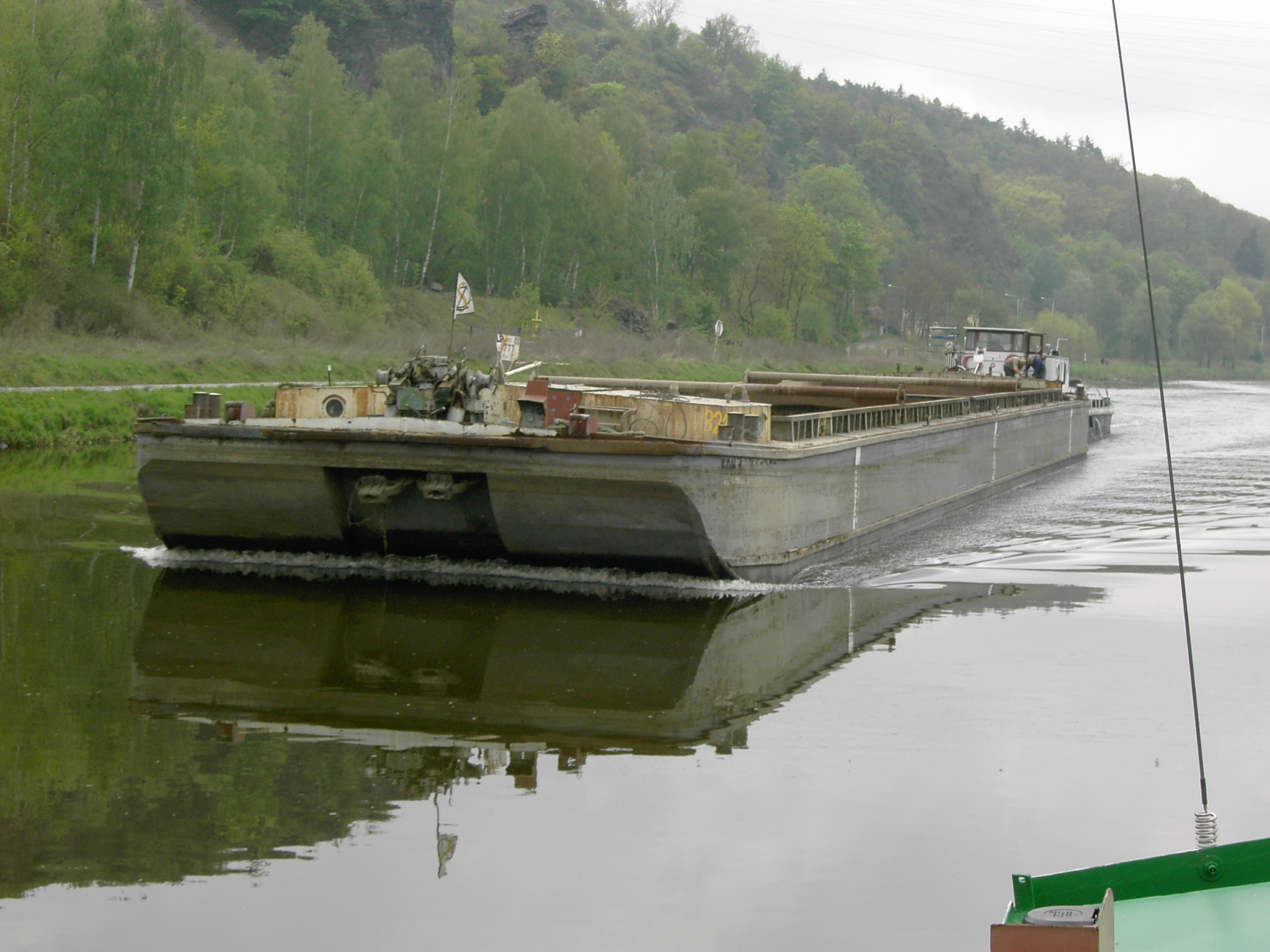
Remorkér KON 3 s tlačným člunem KON 1 u Roztok

## Parametry
Současné době (2010) je dokončována úprava plavební úžiny Chvatěruby , čímž dojde k zajištění prakticky celoroční splavnosti dolnovltavské vodní cesty pod Prahou v současných parametrech. Její největší nevýhodou pak byla nízká podjezdná výška mostů, pouze 4,5 metrů, a malý přípustný ponor, pouze 1,8 metrů. Úprava cesty na podjezdnou výšku 7 m byla dokončena v roce 2021. Parametrům vyžadovaných dohodou AGN pro vodní cesty mezinárodního významu také neodpovídají užitné šířky plavebních komor, které jsou pouze 11 metrů, oproti vyžadovaným 12 metrům. Plavební komory na Dolní Vltavě jsou navíc nejstaršími stavbami tohoto druhu u nás a po více než 100 letech provozu vykazují značné opotřebení a riziko havárie. Proto je projekčně připravena výstavba nových plavebních komor odpovídajících klasifikační třídě Va v Dolánkách a Miřejovicích, nahrazující původní komory, ale výstavba v současnosti není aktuální.
V souladu s požadavky dohody AGN proběhlo i zvýšení podjezdných výšek mostů na standardních 7 m, požadovaných dohodou AGN pro vodní cesty kategorie Va a nižší pro umožnění ekonomické přepravy kontejnerů.

### Přístavy
Veřejné a ochranné
- Přístav mezinárodního významu Praha – P20–06–01 dle dohody AGN
  - řkm 47,37 až 48,70   – veřejný přístav Praha - Holešovice
  - řkm 47,60            – veřejný přístav Praha - Libeň
  - řkm 55,53            – veřejný přístav Praha - Smíchov
- řkm 63,70 (Berounka) – veřejný přístav Praha - Radotín
- řkm 82,90            – Ochranný přístav Štěchovice

Neveřejné a ostatní
- řkm 55,94            – sportovní přístav Podolí

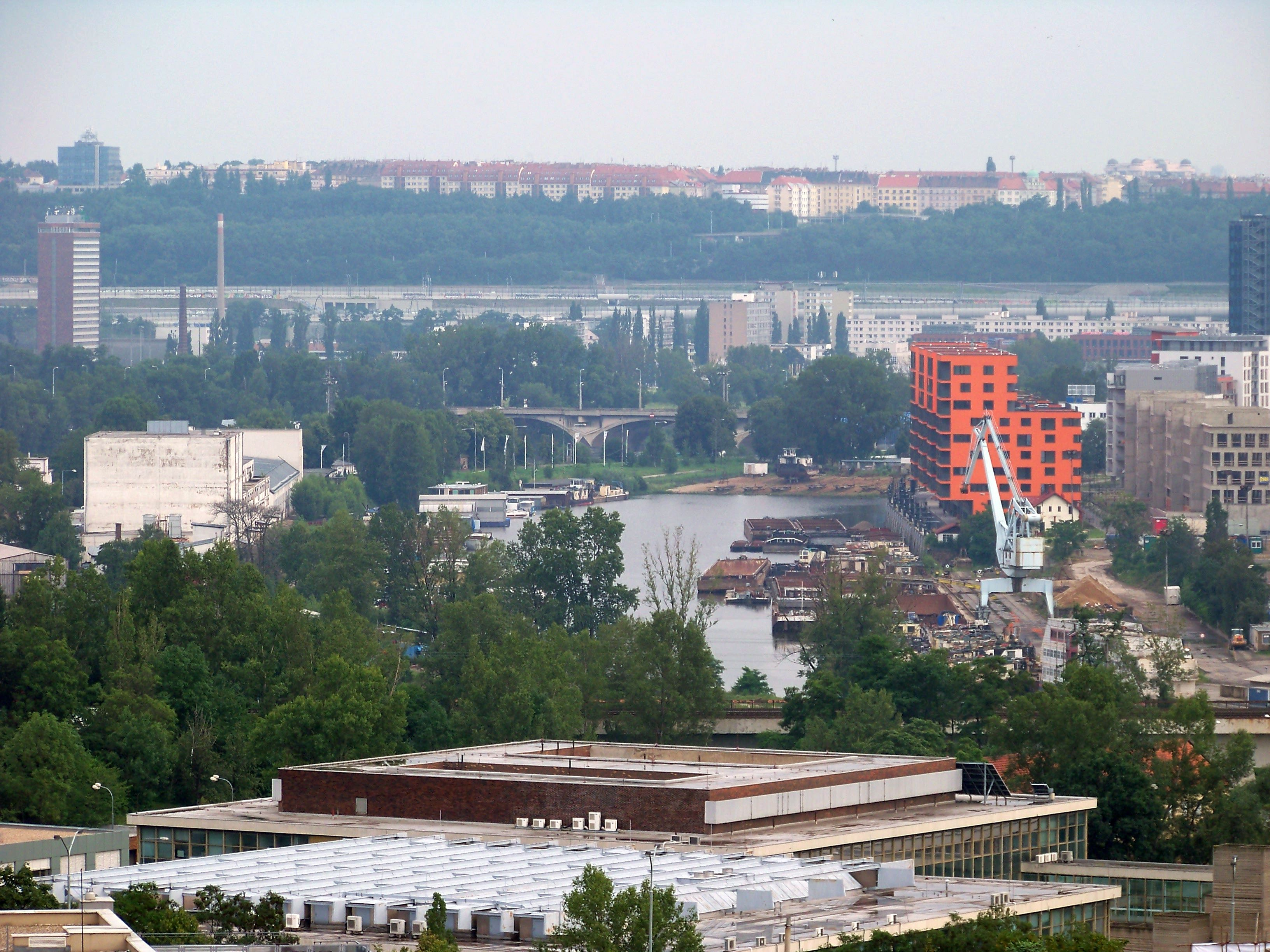
Veřejný přístav Praha-Holešovice
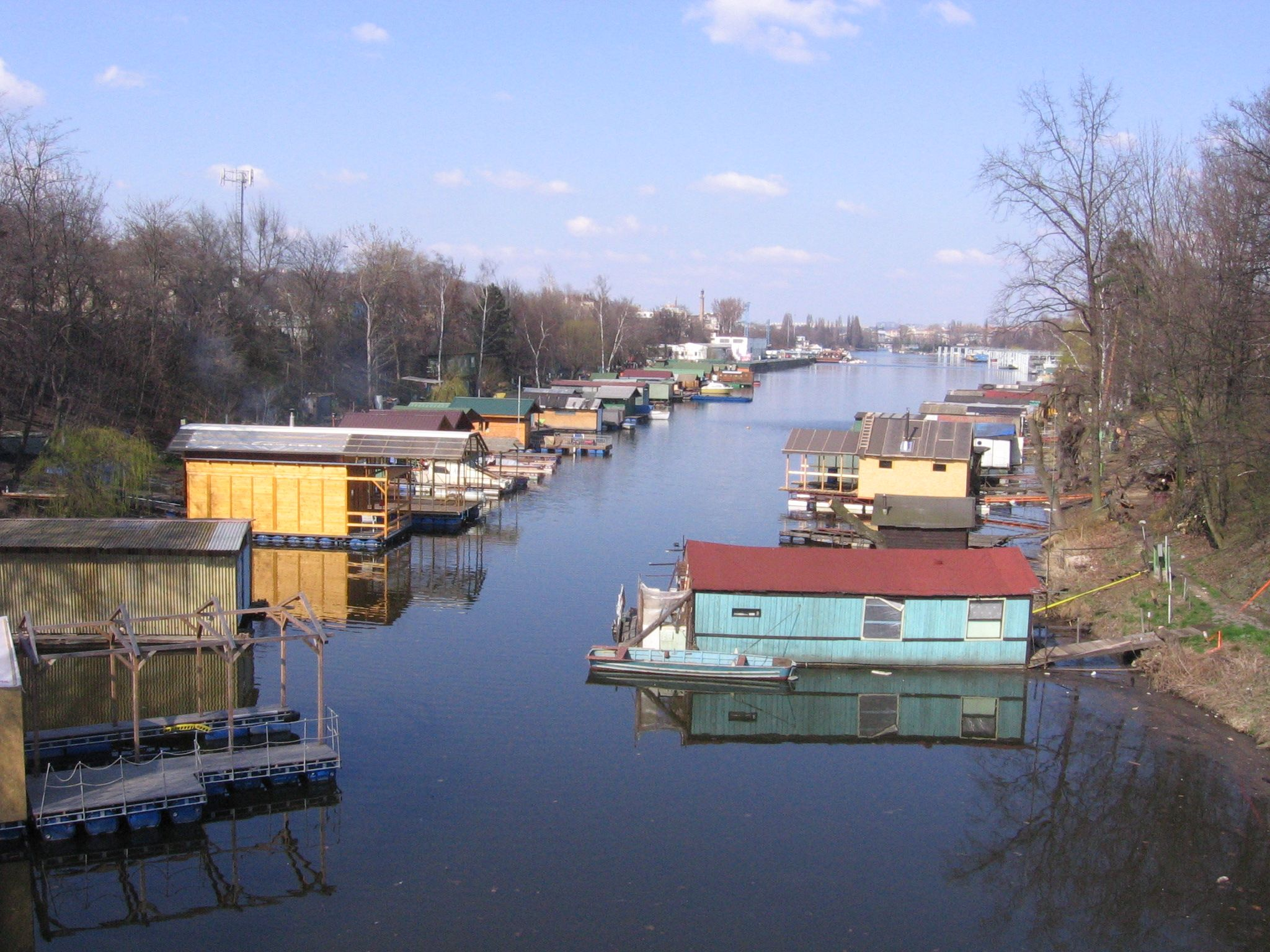
Veřejný přístav Praha – Smíchov (konec přístavního bazénu)
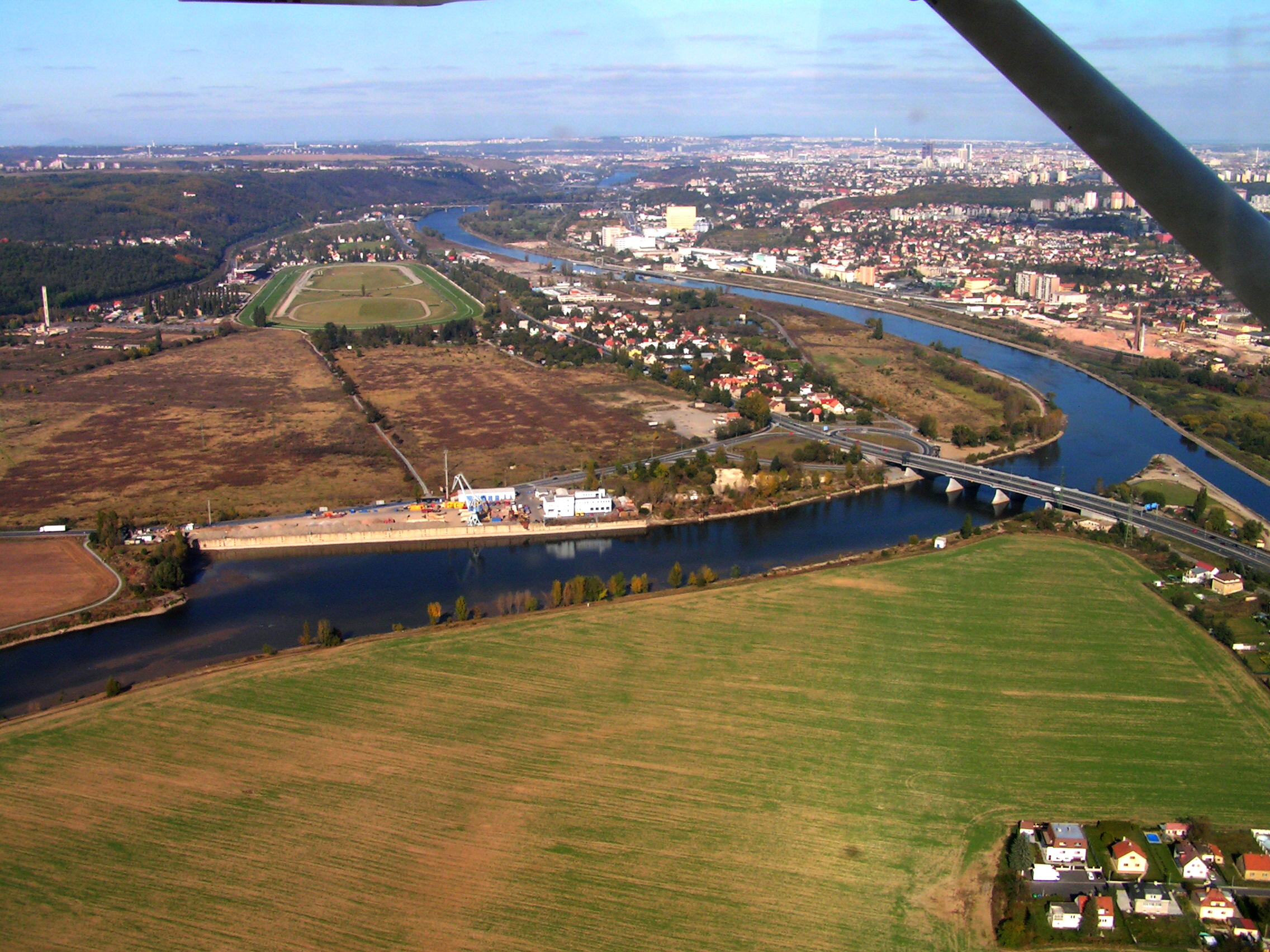
Soutok Berounky s Vltavou a přístav Radotín
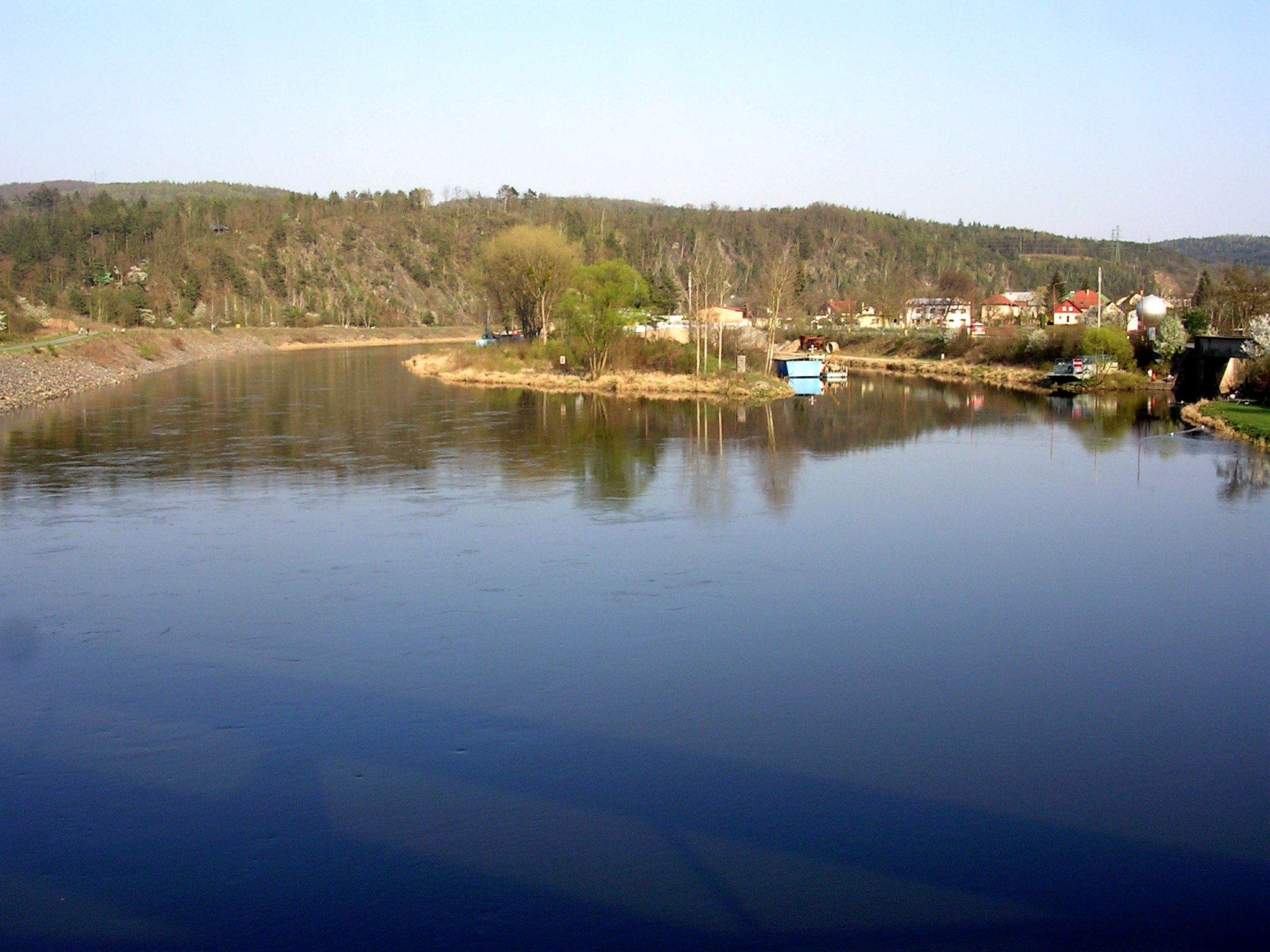
Ochranný přístav Štěchovice (vpravo)

### Plavební dráha
Dolní Vltava je kanalizovaným vodním tokem s celoročně zajištěnou plavební hloubkou 1,80 metrů v pod Prahou a 1,60 metrů resp. 1,20 metrů nad Prahou. Šířka plavební dráhy je minimálně 50 metrů, s výjimkou průplavů v blízkosti plavebních komor, kde je plavební dráha pouze jednolodní, šířky minimálně 20 metrů a se střídavým provozem v obou směrech.
Poloměry oblouků vyhovují normám a směrové vedení trasy umožňuje i plavby delších souprav, jak bylo v minulosti experimentálními plavbami prokázáno. Plavební přestávky z důvodu nízkých vodních stavů se nevyskytují, přestávky z důvodu vysokých vodních stavů nebo oprav jsou občasné. Přestávka z důvodu zámrazy je výjimečná díky teplotní stabilizaci vody v řece přehradami vltavské kaskády.

### Plavební stupně
Všechny plavební stupně dolního úseku pod Prahou disponují dvojicí plavebních komor o původních užitných rozměrech 73 × 11 metrů a 133 až 137 × 20 metrů s vjezdovými vraty šířky 11 metrů, přičemž u dvou stupňů jsou obě komory umístěny vedle sebe a u zbylých 3 za sebou, takže mohou fungovat společně, jako jedna dlouhá komora o užitné délce až 190 metrů. V 70. letech 20. století byla v horních ohlaví malých plavebních komor u 2 plavebních stupňů instalována experimentální klapková vrata, čímž došlo ke snížení jejich užitné délky na 56 metrů. V 90. letech 20. století došlo také k přestavbě velké plavební komory Praha-Podbaba na užitnou šířku 12 metrů a hloubku nad záporníkem 4 metry. Ostatní plavební komory disponují hloubkou nad záporníkem pouze 2,5 metrů.
Plavební stupně ve vnitřní Praze disponují plavebními komorami o rozměrech maximálně 175 × 11 metrů a od Šítkovského jezu disponují plavební stupně horního úseku řeky nad Prahou plavebními komorami o délce větší než 110 metrů a šířce 12 metrů, takže vyhovují plně třídě Va. Hloubka nad záporníkem je u moderní plavební komory Modřany 4,5 metrů, u ostatních však pouze 2,5 metru.
V budoucnu se však počítá s rekonstrukcemi, případně dostavbou druhých plavebních komor, tak aby vodní cesta vyhovovala třídu Va a navíc umožnila v úseku pod Prahou proplavení souprav o rozměrech až 135 × 12 metrů.
- km 1,0 – Plavební komory Hořín (průplav Vraňany-Hořín) – hlavní komora 137 × 20 (11) m, vedlejší komora 73 × 11 metrů, výška 8,8 m
- řkm 11,55 – Jez Vraňany
- řkm 18,10 – Zdymadlo Miřejovice – velká komora 133 × 20 (11) metrů, malá komora 73 × 11 metrů, komory za sebou, výška 4 m
- řkm 27,35 – Zdymadlo Dolany (PK Dolánky) – velká komora 133 × 20 (11) metrů, malá komora 56 × 11 metrů, komory za sebou, výška 3,9 m
- řkm 37,10 – Zdymadlo Klecany (PK Roztoky) – velká komora 133 × 20 (11) metrů, malá komora 56 × 11 metrů, komory za sebou, výška 3,1 m
- řkm 45,70 – Zdymadlo Troja-Podbaba (PK Praha-Podbaba) – hlavní komora 137,5 × 12 metrů – hloubka 4 metry, vedlejší komora 73 × 11 metrů,výška 5,4 m
- řkm 50,69 – Zdymadlo Štvanice – hlavní komora 175 × 11 metrů, vedlejší komora 115 × 11 metrů
- řkm 53,25 – Staroměstský jez
- řkm 54,20 – Šítkovský jez (PK Smíchov) – 175 × 11 metrů, (PK Mánes) – 55 × 11 metrů
- řkm 62,21 – Zdymadlo Modřany – 191,5 × 12 metrů, hloubka 4 metry
- řkm 71,37 – Zdymadlo Vrané nad Vltavou – hlavní komora 134 × 12 metrů, vedlejší komora 85 × 12 metrů
- řkm 84,35 – Zdymadlo Štěchovice – 118 × 12 metrů

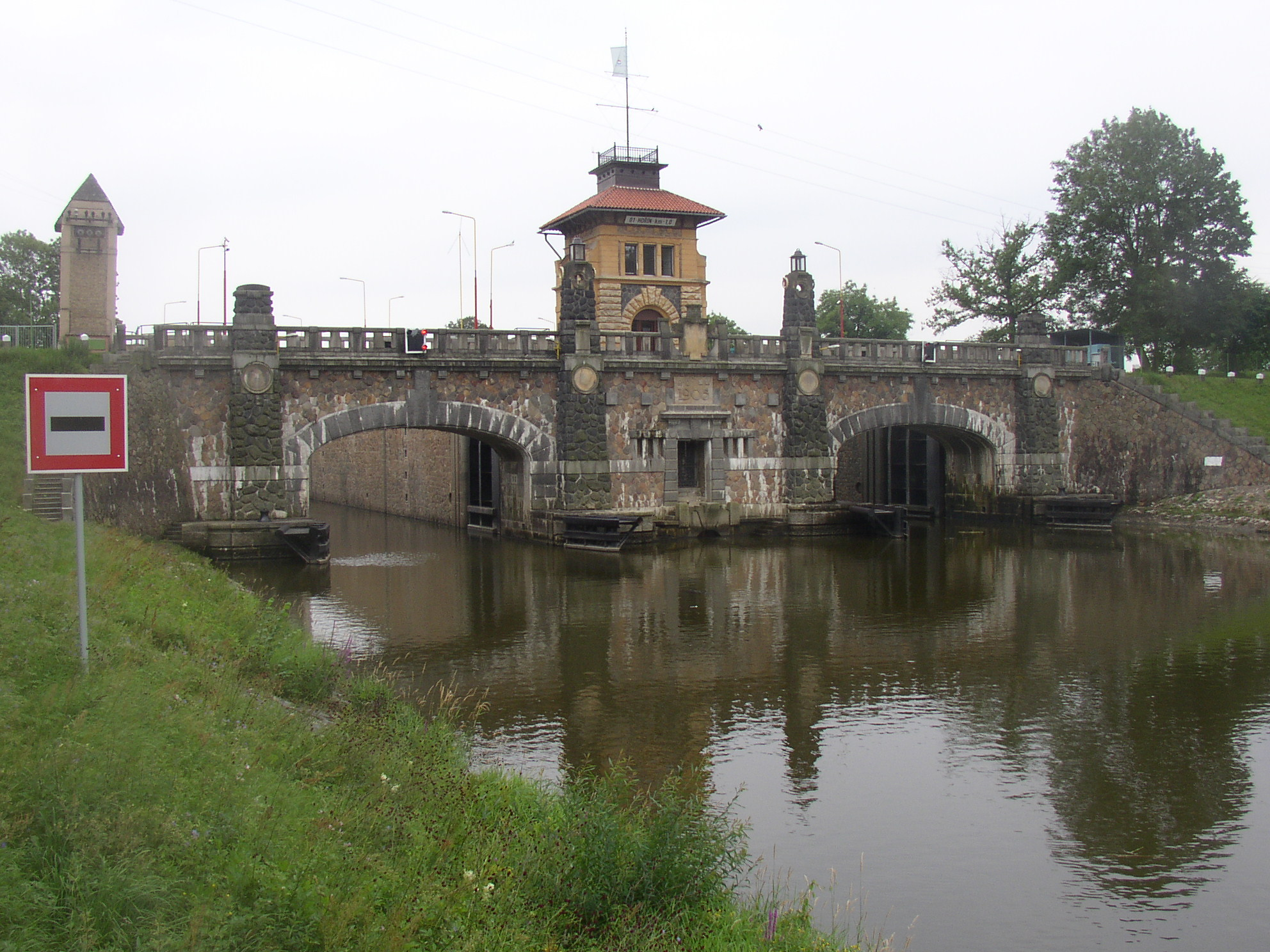
Plavební komory Hořín
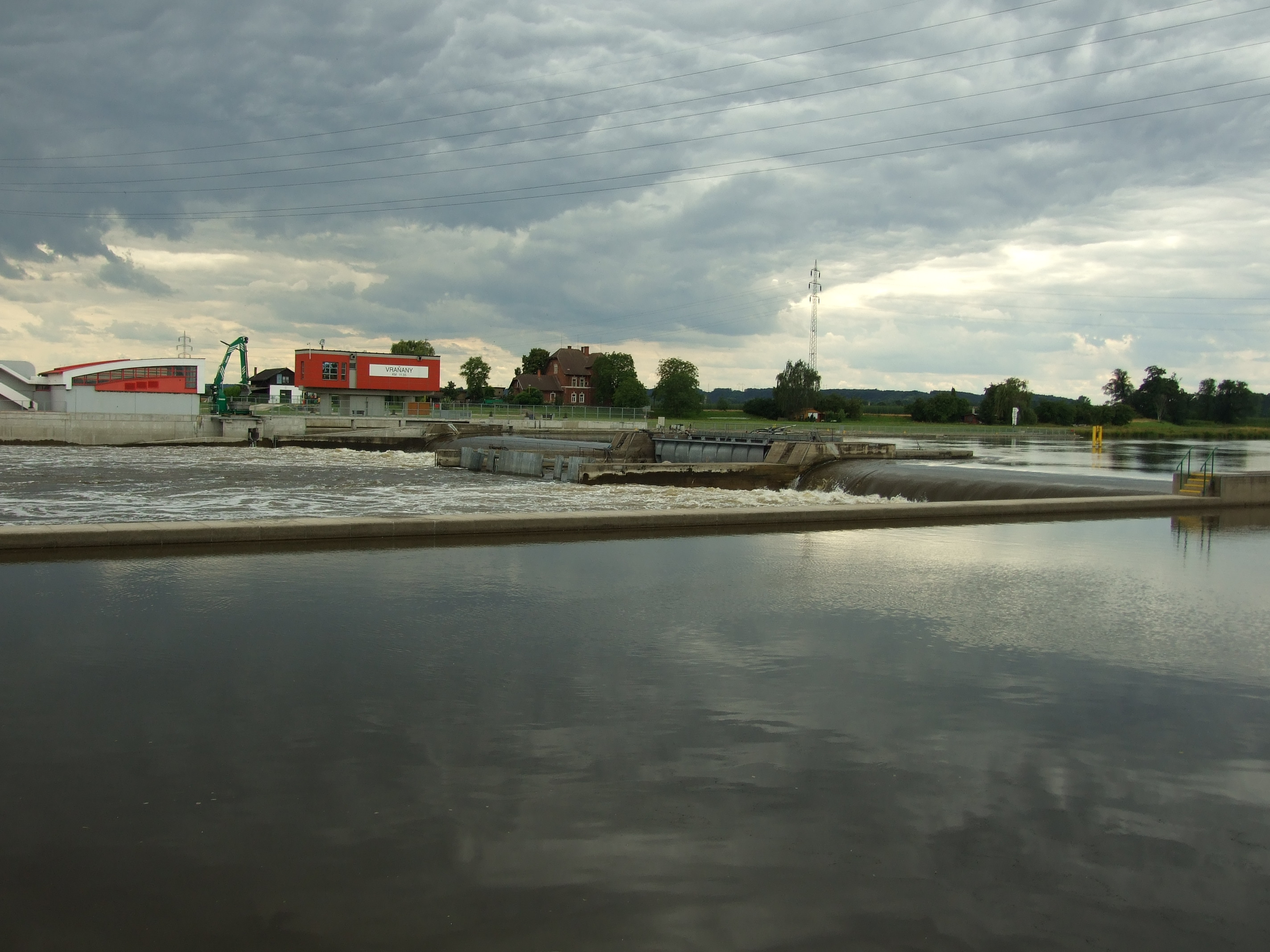
Jez Vraňany
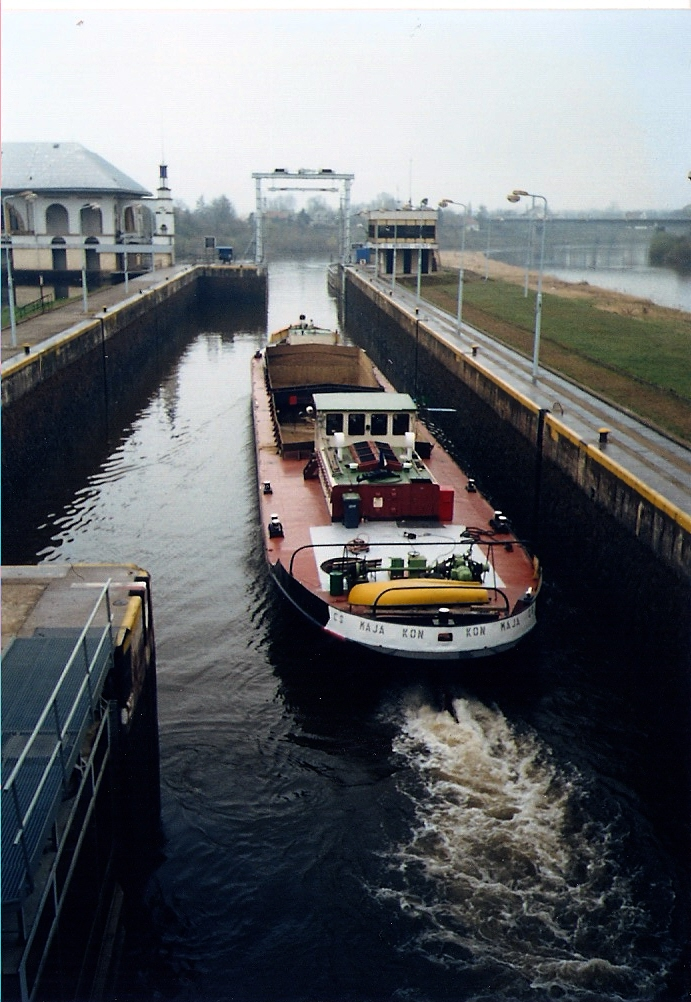
Plavební komora Miřejovice
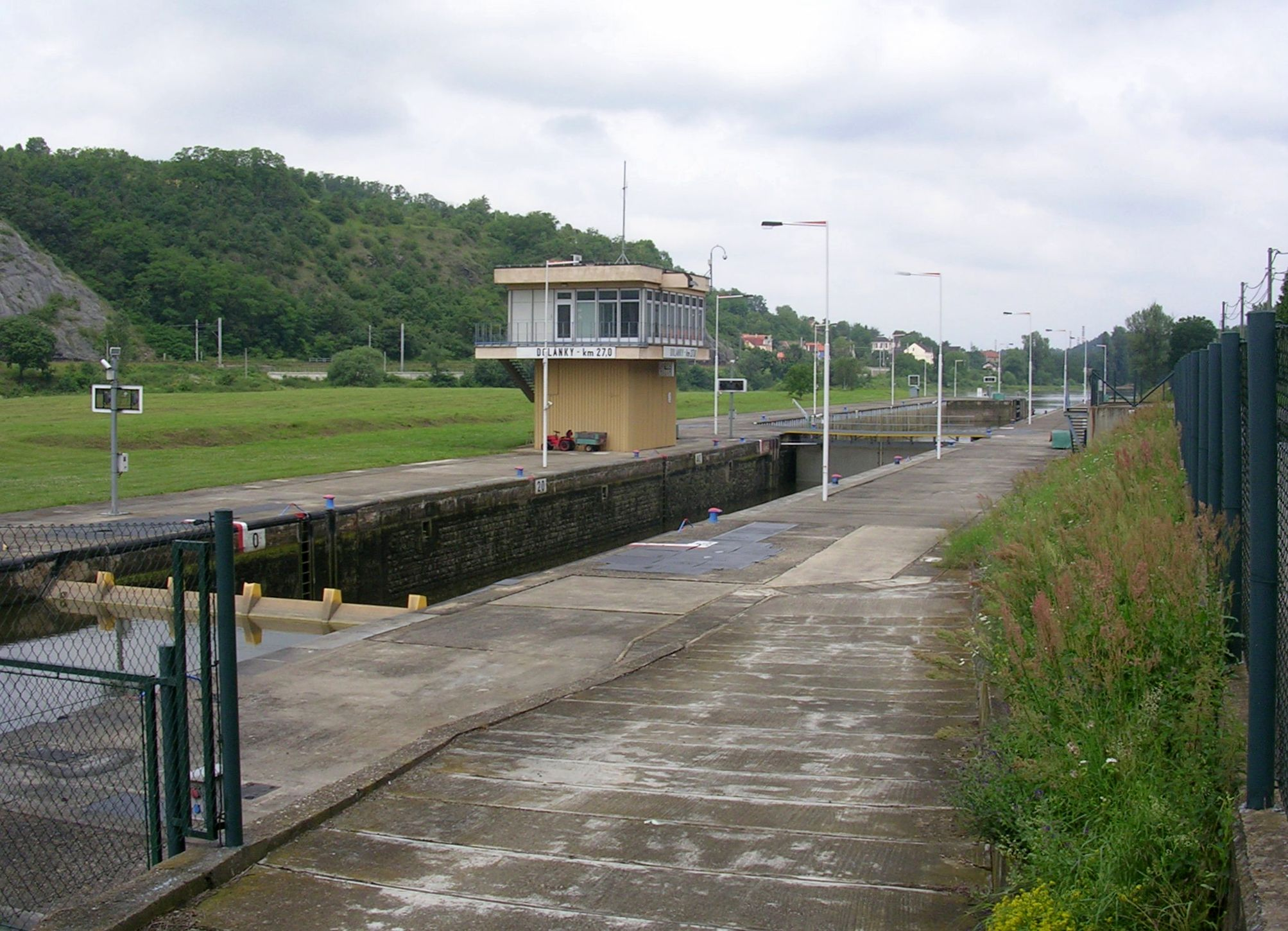
Plavební komora Dolánky
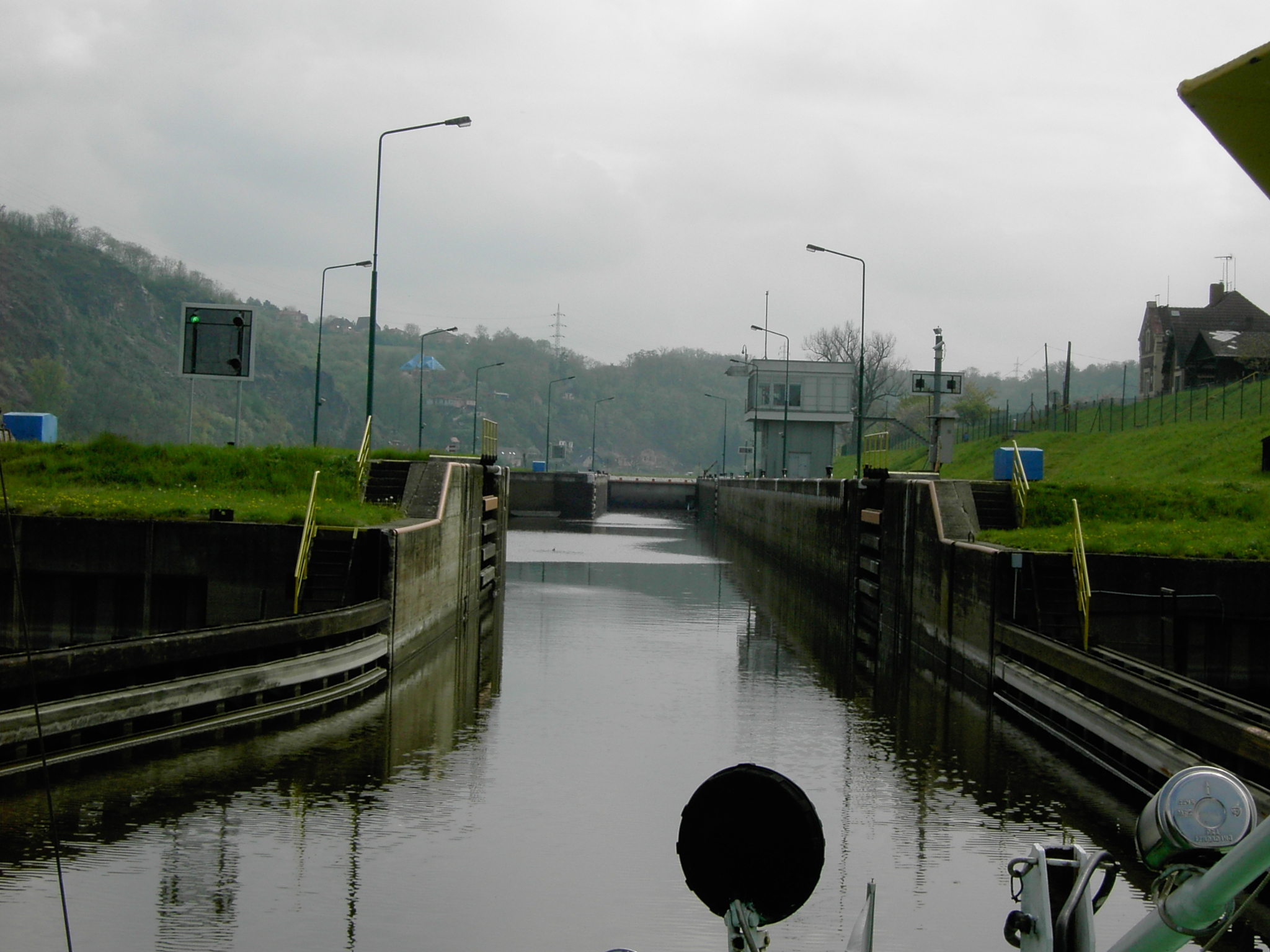
Plavební komory Roztoky
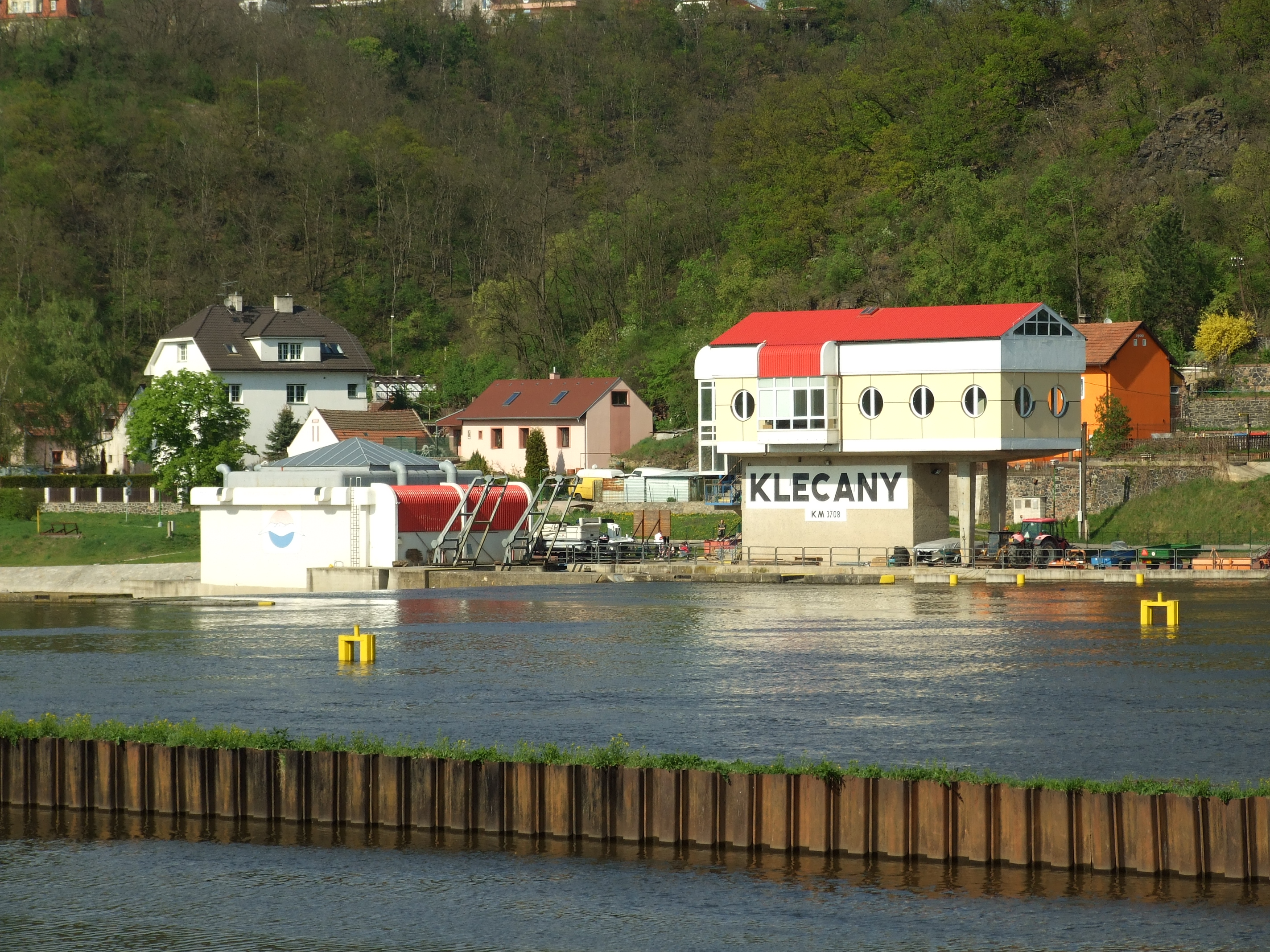
Jez Klecany
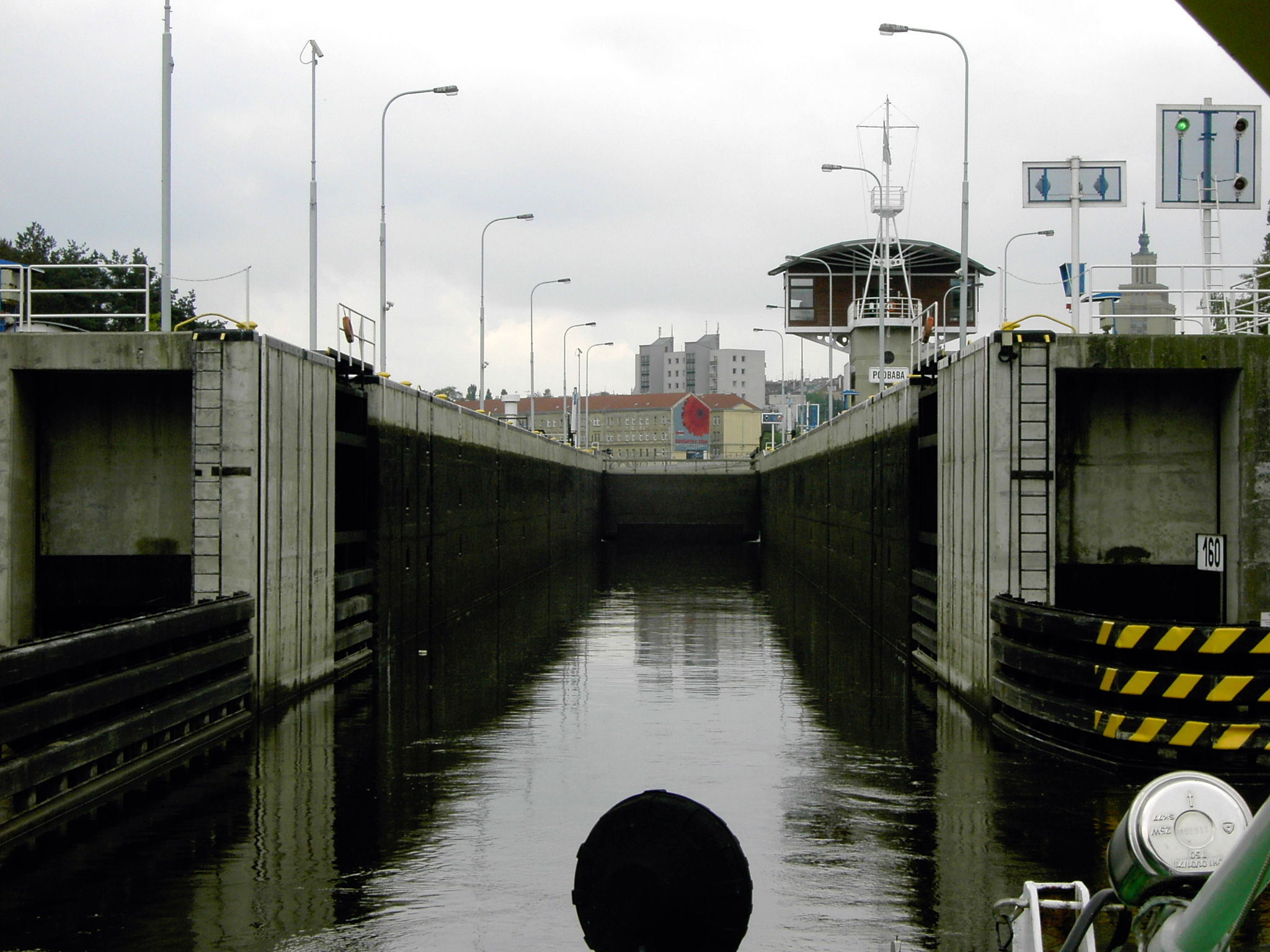
Velká plavební komora Podbaba
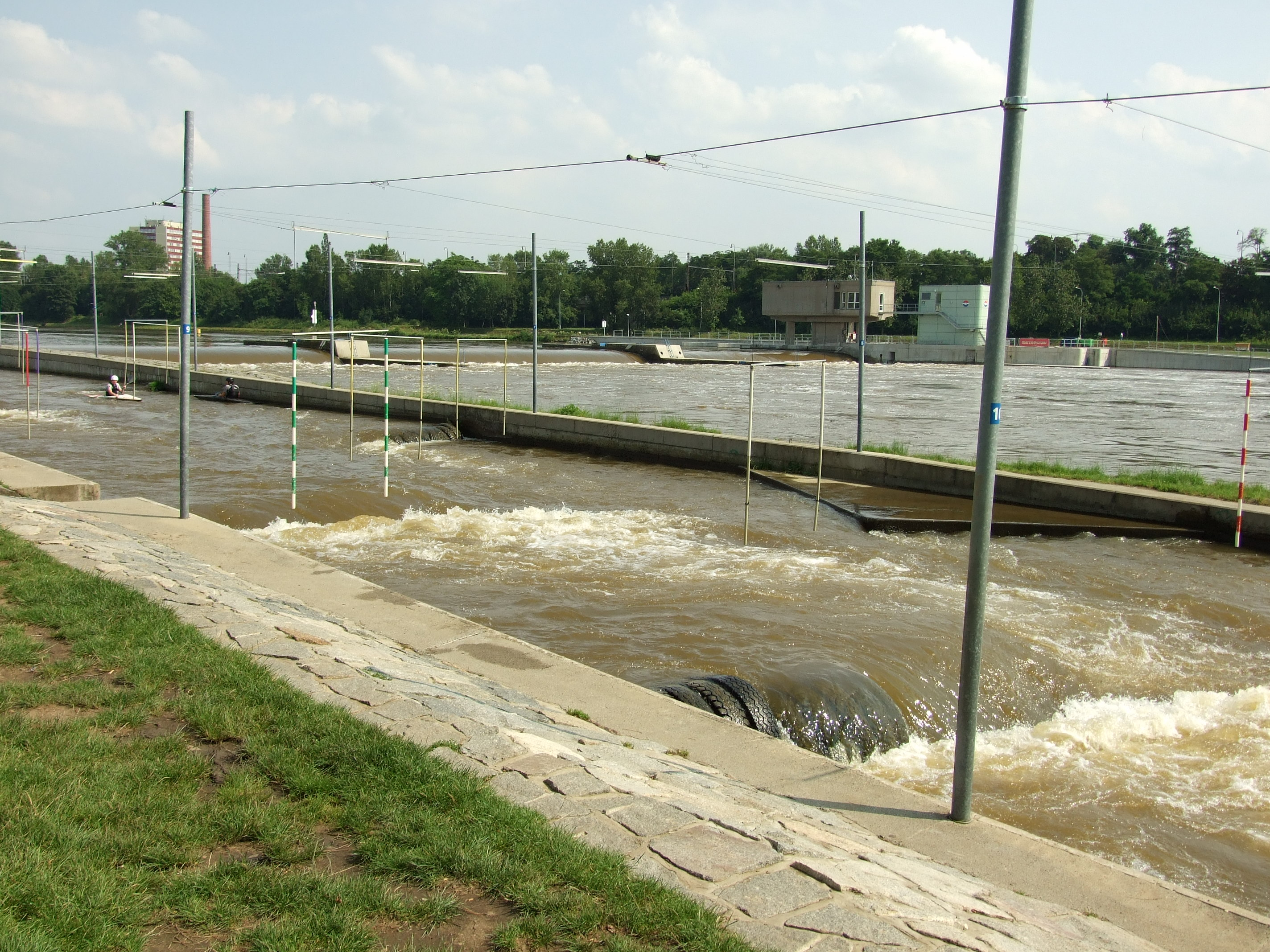
Jez Praha-Trója
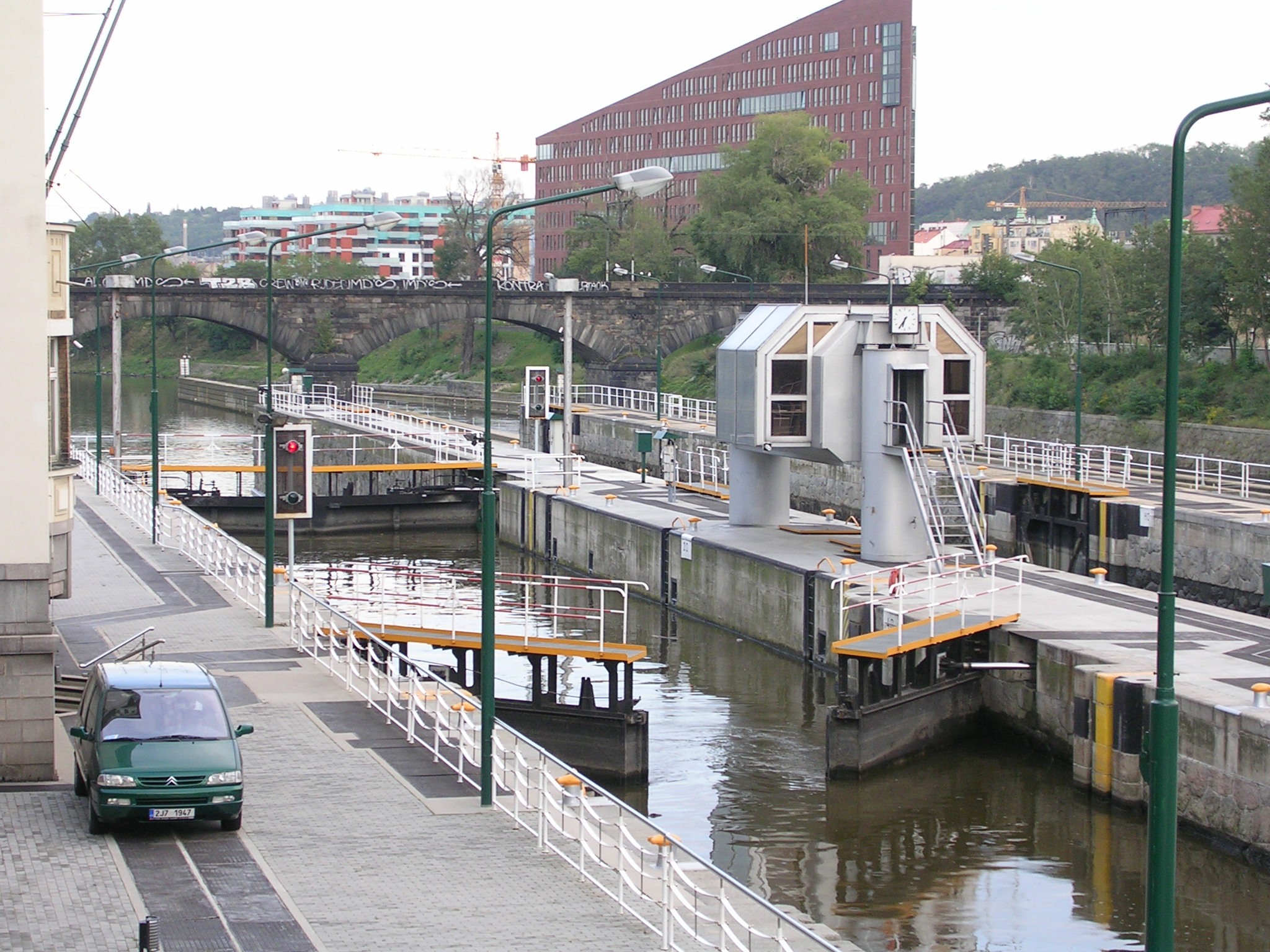
Plavební komory Štvanice
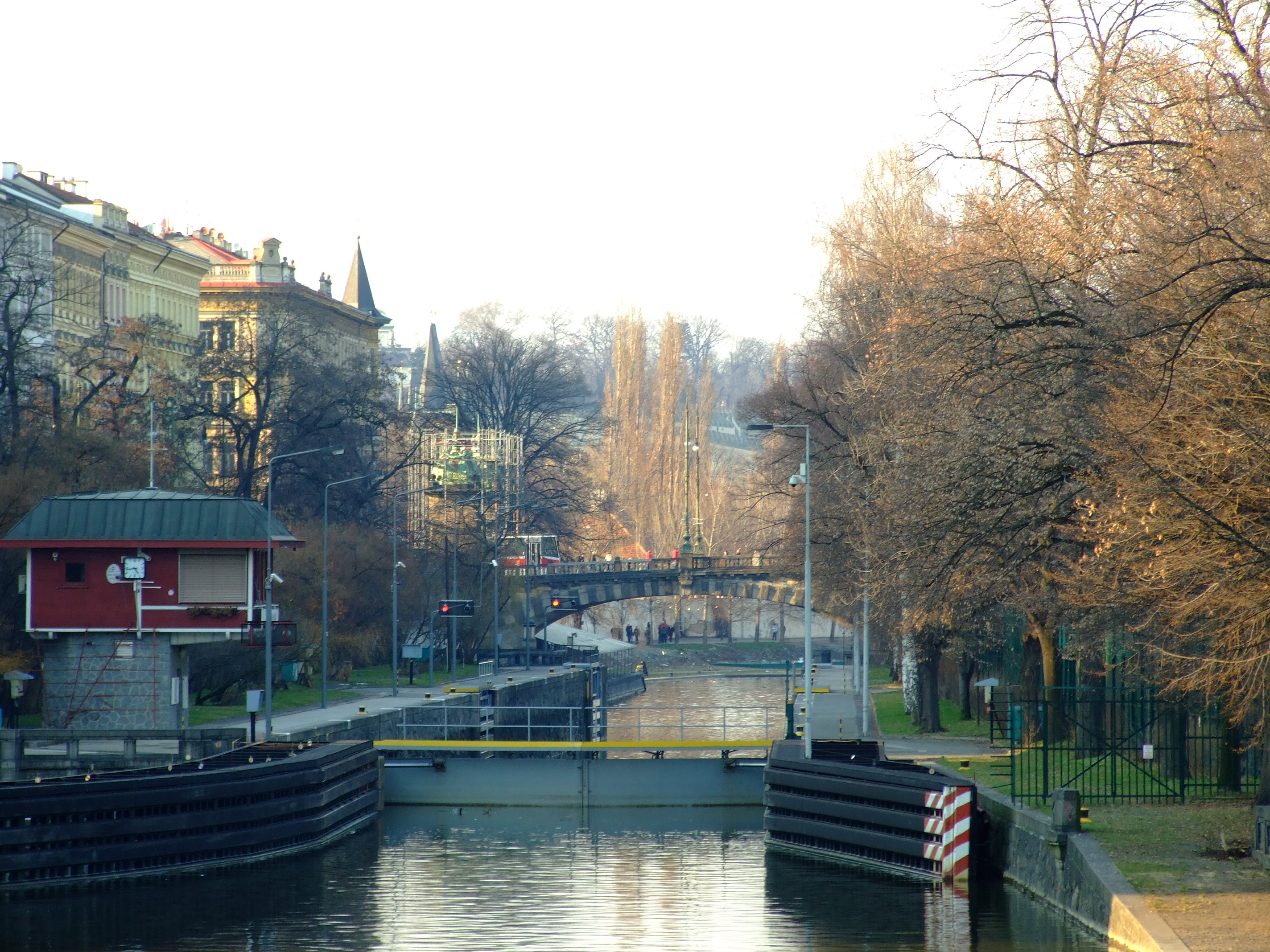
Plavební komora Praha-Smíchov
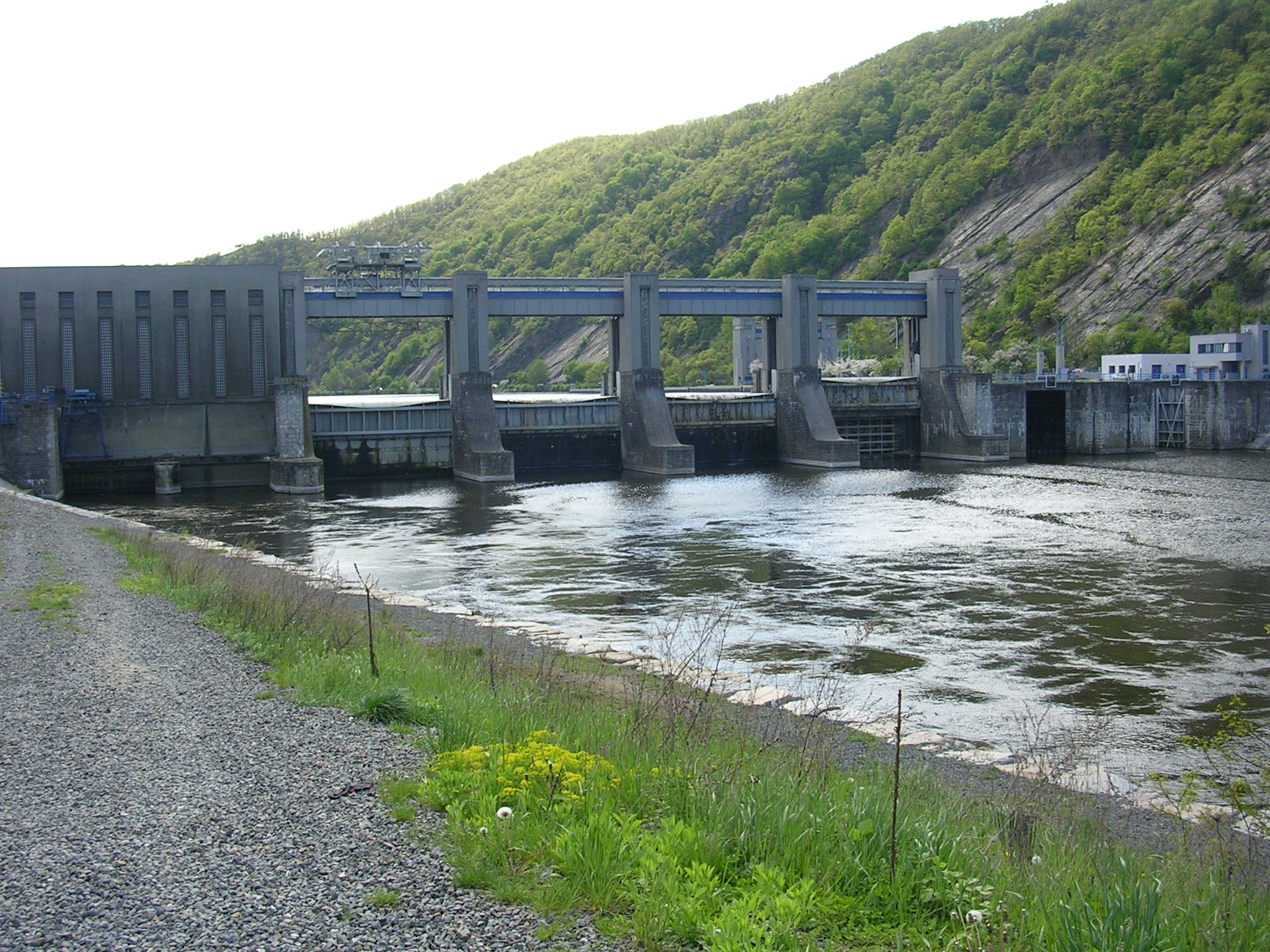
Zdymadlo Vrané nad Vltavou
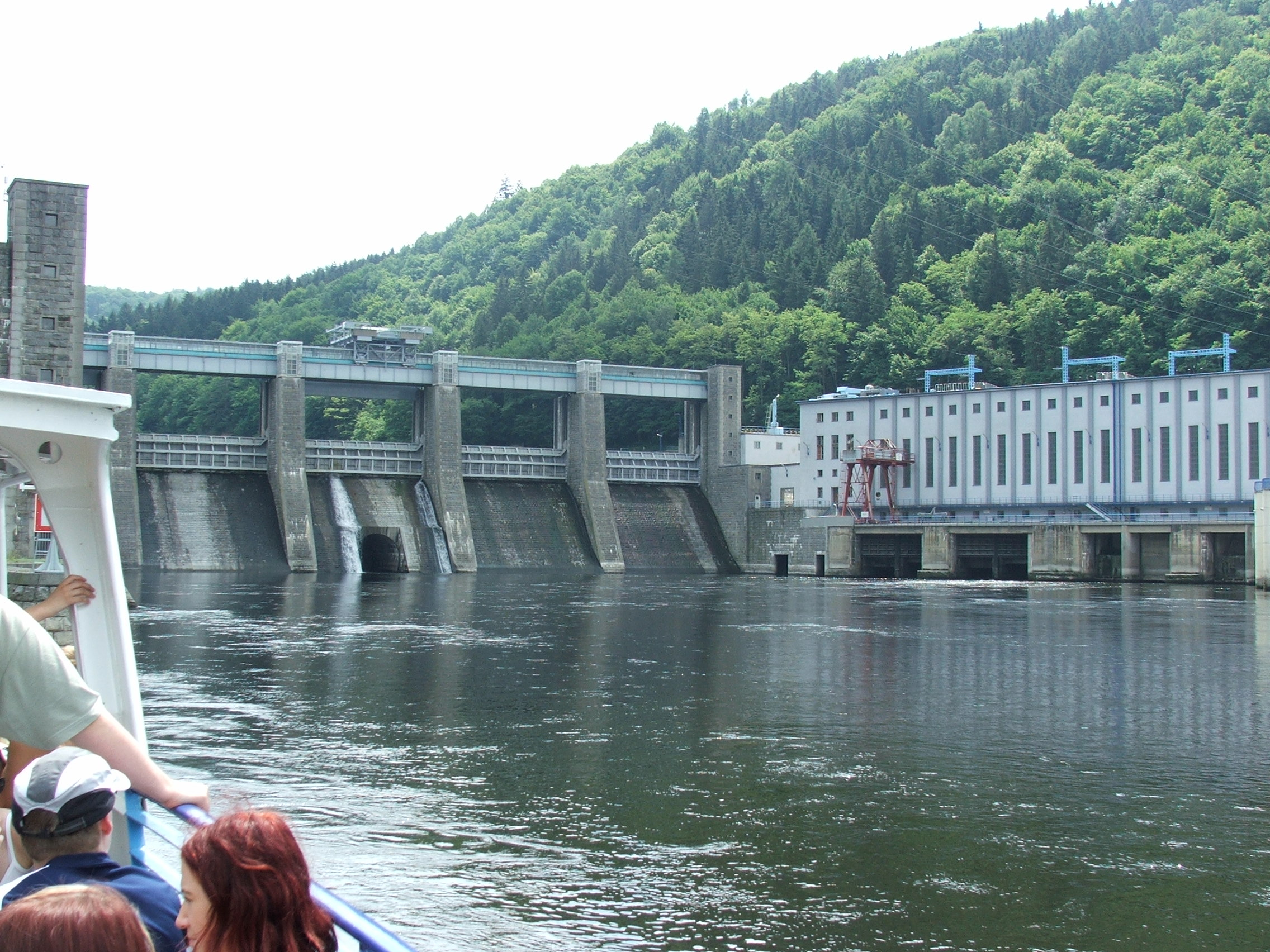
Zdymadlo Štěchovice

### Mosty – podjezdná výška
Zaručená minimální podjezdná výška mostů na Dolní Vltavě má hodnotu 4,5 metrů. Tato podjezdná výška bývala standardní, ale v současnosti již nevyhovuje a proto je dnes při rekonstrukcích stávajících mostů vyžadováno jejich zvýšení na 7 m nebo alespoň 5,25 m, s možností pozdějšího snadného zvýšení. Tím bude, v relacích z pražských přístavů po Labi do severní Evropy, umožněna ekonomicky efektivní přeprava kontejnerů ve třech vrstvách, požadovaná dohodou AGN.
Pro dosažení cílové podjezdné výšky alespoň 5,25 m do hlavního pražského přístavu Praha – Holešovice je třeba rekonstruovat všechny mosty na  průplavu Vraňany-Hořín a jeden ze tří mostů na průplavu Praha-Podbaba (most u Stromovky v km 2,67, byl rekonstruován na podjezdnou výšku 5,3 m roku 2005), přičemž problémem by mohla být i lávka pro pěší v Miřejovicích. Pro dosažení podjezdné výšky 7 m v tomto úseku pak bude třeba ještě zdvihnout železniční most ve Chvatěrubech, přičemž poslední nevyhovující most – tramvajový most v Tróji, bude v brzké době (2010) nahrazen novým silničním Trojským mostem s vyhovující podjezdnou výškou.
Pro zajištění podjezdné výšky 5,25 metrů nebo omezeně 7 metrů u mostů ve vnitřní Praze pro plavbu do přístavu Praha-Radotín, postačí pouze vyřešit podjezd Hlávkova mostu, podjezdná výška 7 metrů u ostatních mostů by byla omezována pouze při vysokých vodních stavech.
V horním úseku nad Prahou se s výrazným rozvinutím nákladní dopravy nepočítá a tudíž ani zdvihání mostů nemá prioritu. Pouze se považuje za vhodné zdvižení pěší lávky v Davli a železničního mostu ve Skochovicích 
Průplav Vraňany – Hořín
- km 0,87 – most přes Plavební komory Hořín – výška 4,85 m – šířka pole 11 m
- km 2,27 – silniční most Vrbno [6] – výška 4,50 m – šířka pole 20 m
- km 2,88 – bývalý most u Bartošova křížku
- km 3,81 – silniční most Zelčín – výška 4,50 m – šířka pole 20 m
- km 4,00 – potrubní most horkovodu – šířka pole 20 m
- km 5,33 – silniční most Chramostek – výška 4,50 m – šířka pole 20 m
- km 6,44 – silniční most Lužec nad Vltavou – výška 4,85 m – šířka pole 20 m
- km 6,53 – železniční most Lužec nad Vltavou – výška 4,50 m – šířka pole 21,20 m
- km 6,71 – silniční most Lužec nad Vltavou – výška 4,50 m – šířka pole 20 m – v současnosti uzavřen pro havarijní stav
- km 9,26 – silniční most Vraňany, přes bývalý povodňový uzávěr – výška 4,50 m – šířka pole 12 m

Vltava od Vraňan po Prahou
- řkm 14,10 – dálniční most D8, Vepřek – šířka pole 100 m
- řkm 16,54 – potrubní most Miřejovice – výška 17 m ve středu – šířka pole 50 m
- řkm 17,55 – silniční most III/608, Miřejovice – výška 9 m – šířka pole 70 m
- řkm 18,10 – most pro pěší nad jezem a malou PK Miřejovice – výška 5,20 m – šířka pole 11 m
- řkm 19,28 – potrubní most Nelahozeves – výška 7,10 m – šířka pole 60 m
- řkm 22,05 – pěší lávka Kralupy nad Vltavou – šířka pole 55 m
- řkm 22,12 – silniční most T.G. Masaryka, Kralupy nad Vltavou – výška 12 m – šířka pole 55 m
- řkm 22,89 – potrubní most Kralupy nad Vltavou – šířka pole 85 m
- řkm 23,50 – zrušený železniční most
- řkm 23,98 – železniční most Chvatěruby – výška 6,32 m – šířka pole 58 m
- řkm 32,22 – lávka pro pěší, Řež u Prahy – výška 9,07 m – šířka pole 62 m

Průplav Praha – Podbaba
- km 1,58 – silniční most – výška 5,10 m – šířka pole 30 m
- km 1,67 – silniční most – výška 5,70 m – šířka pole 30 m
- km 2,67 – silniční most – výška 5,30 m – šířka pole 25 m

Vltava v Praze
- řkm 46,16 – Trojský tramvajový most – výška 6,60 m – šířka pole 42 m (do roku 2013)
- řkm 46,28 – Trojský most – výška >7 m – šířka pole >100 m (od roku 2014)
- řkm 46,96 – most Barikádníků – výška 7 m – šířka pole 47 m
- řkm 47,25 – Holešovický železniční most – výška 9,50 m – šířka pole 62,5 m
- řkm 48,79 – Libeňský most – výška 9,70 m – šířka pole 42 m
- řkm 50,42 – Negrelliho viadukt – výška 11,40 m – šířka pole 22 m
- řkm 50,69 – Hlávkův most – výška 5 m – šířka pole 42 m
- řkm 51,47 – Štefánikův most – výška 7,60 m – šířka pole 57 m
- řkm 52,20 – Čechův most – výška 7,85 m – šířka pole 51 m
- řkm 52,70 – Mánesův most – výška 6,70 m – šířka pole 41,8 m
- řkm 53,04 – Karlův most – výška 8,90 m – šířka pole 21 m
- řkm 53,62 – most Legií – výška 6,60 m – šířka pole 19,5 m
- řkm 54,12 – Most na Dětský ostrov – výška 6,60 m
- řkm 54,27 – Jiráskův most – výška 6,55 m – šířka pole 42,5 m
- řkm 54,68 – Palackého most – výška 8,20 m – šířka pole 28,8 m
- řkm 55,34 – Vyšehradský železniční most – výška 8,10 m – šířka pole 69,5 m
- řkm 58,57 – Barrandovský most – výška 10,37 m – šířka pole 50 m
- řkm 60,11 – Branický most (most Inteligence) – výška 15,70 m – šířka pole 51 m

Ústí Berounky
- řkm 0,30 –  silniční Lahovický most

Vltava nad Prahou
- řkm 64,99 – Radotínský most
- řkm 66,37 – most Závodu míru, Zbraslav – výška 14,13 m – šířka pole 70 m
- řkm 74,00 – železniční most, Skochovice – výška 4,95 m – šířka pole 75 m
- řkm 78,00 – pěší most, Davle – výška 5,00 m – šířka pole 55 m
- řkm 78,27 – silniční most, Davle – šířka pole 80 m
- řkm 82,75 – silniční most, Štěchovice – výška 6,80 m

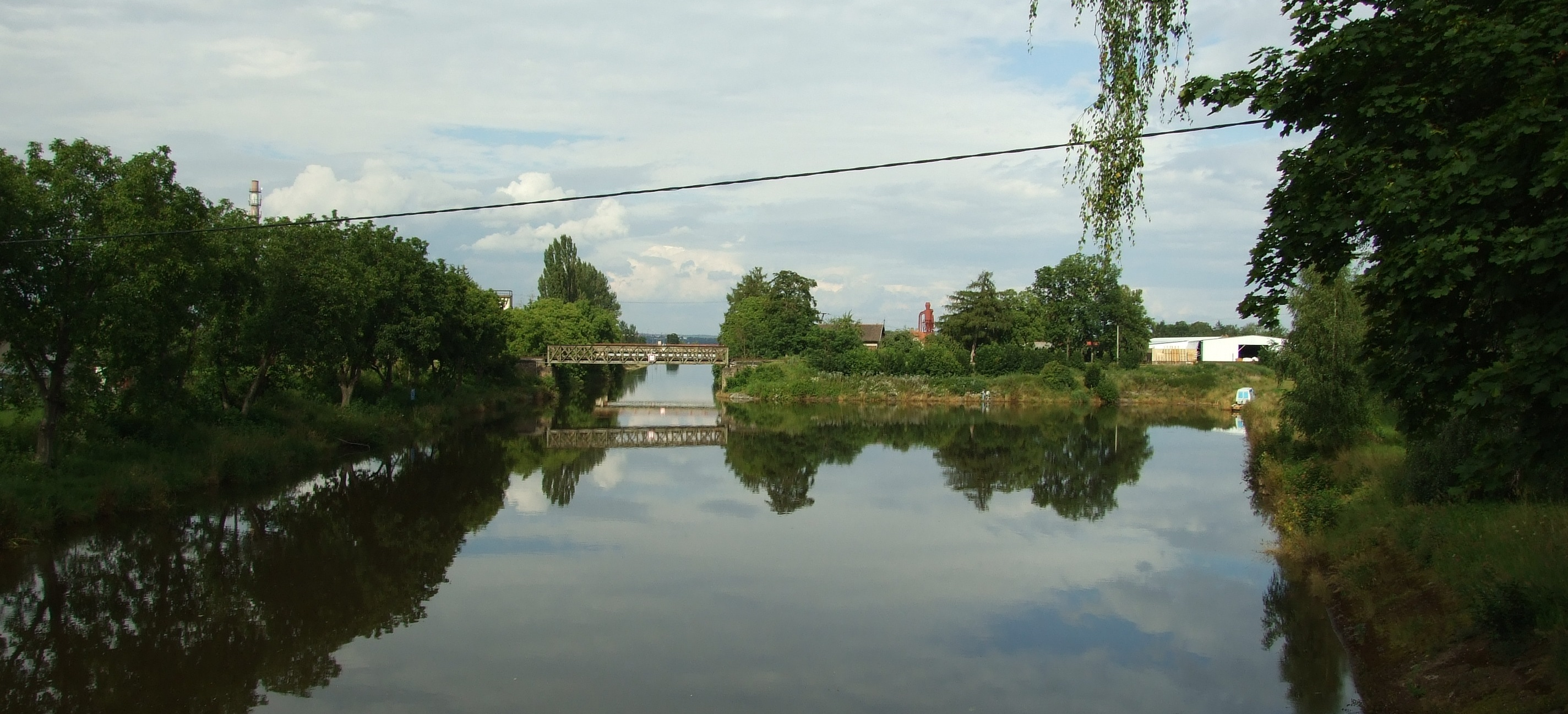
Železniční most Lužec na průplavu Vraňany-Hořín
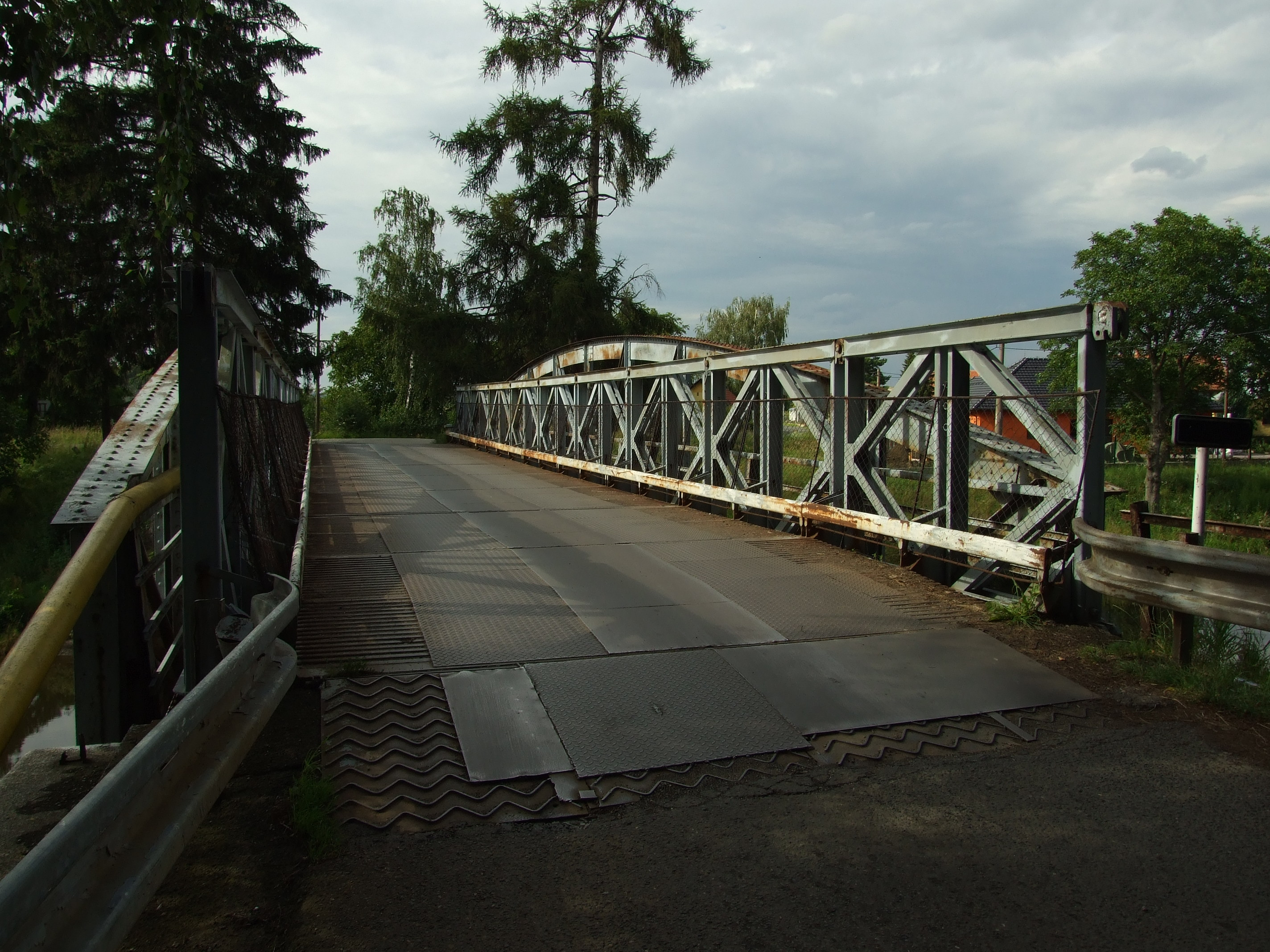
Silniční most Lužec v km 6,71, s vloženým mostním provizoriem
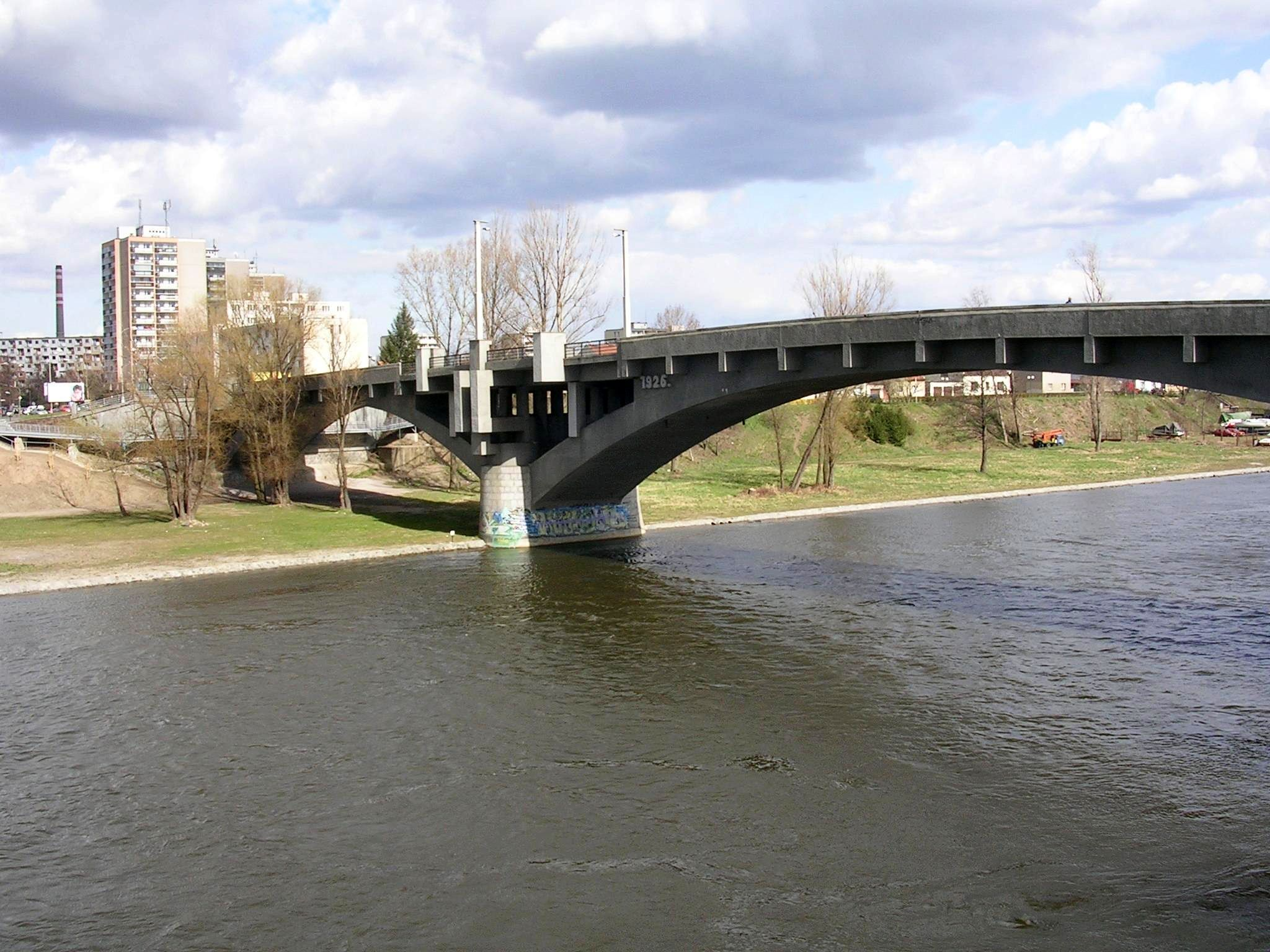
Most T.G.Masaryka, Kralupy nad Vltavou
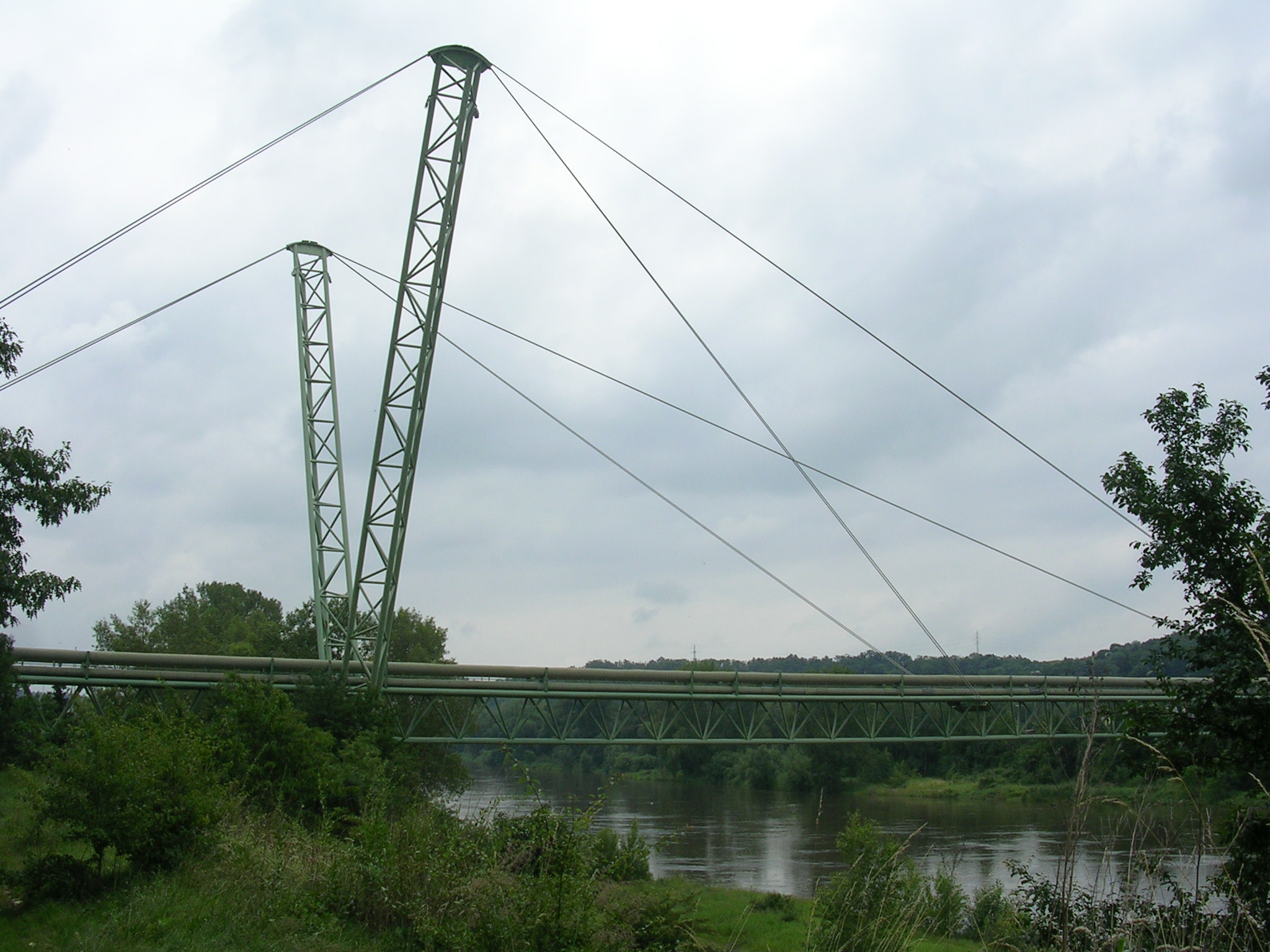
Potrubní most, Kralupy nad Vltavou
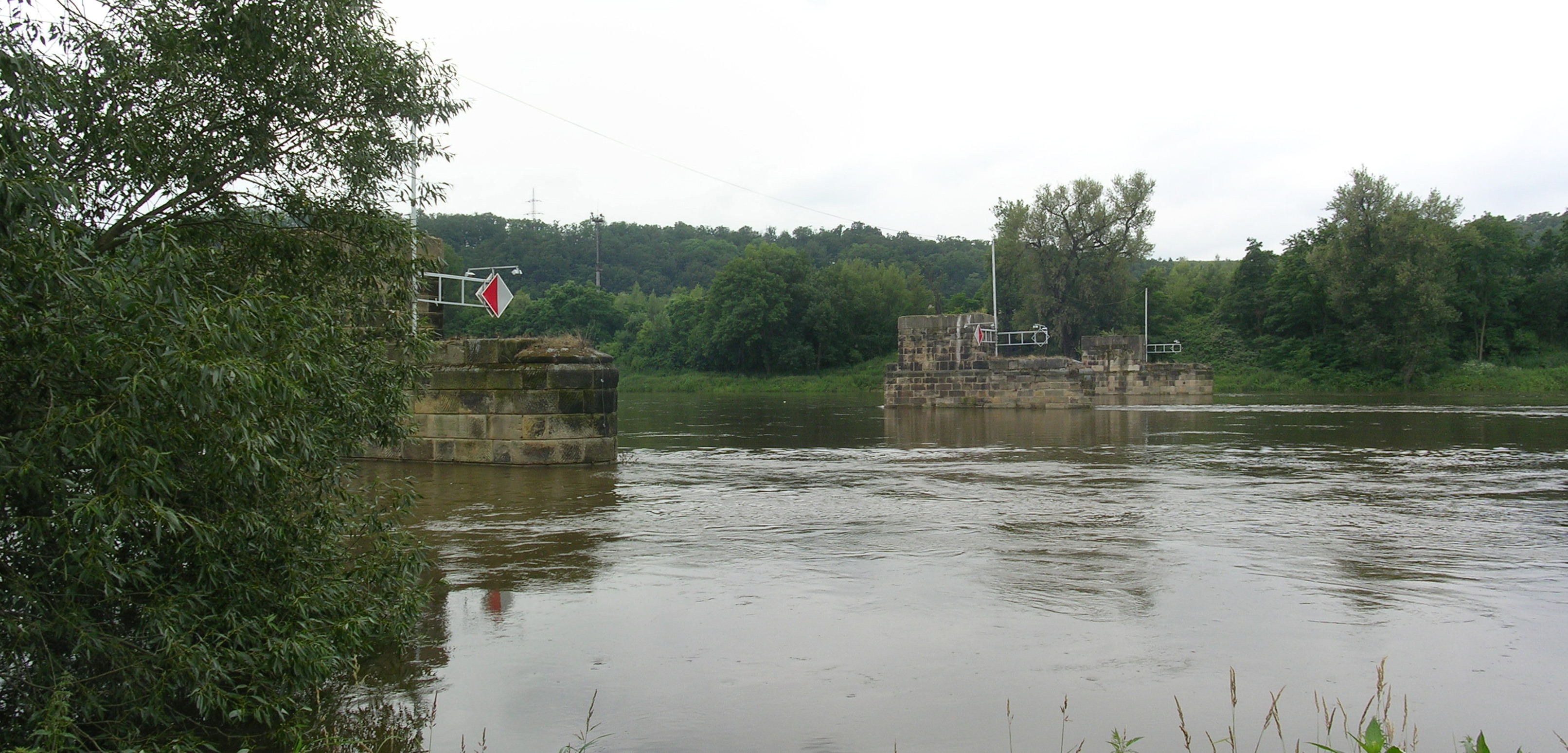
Bývalý železniční most, Kralupy nad Vltavou
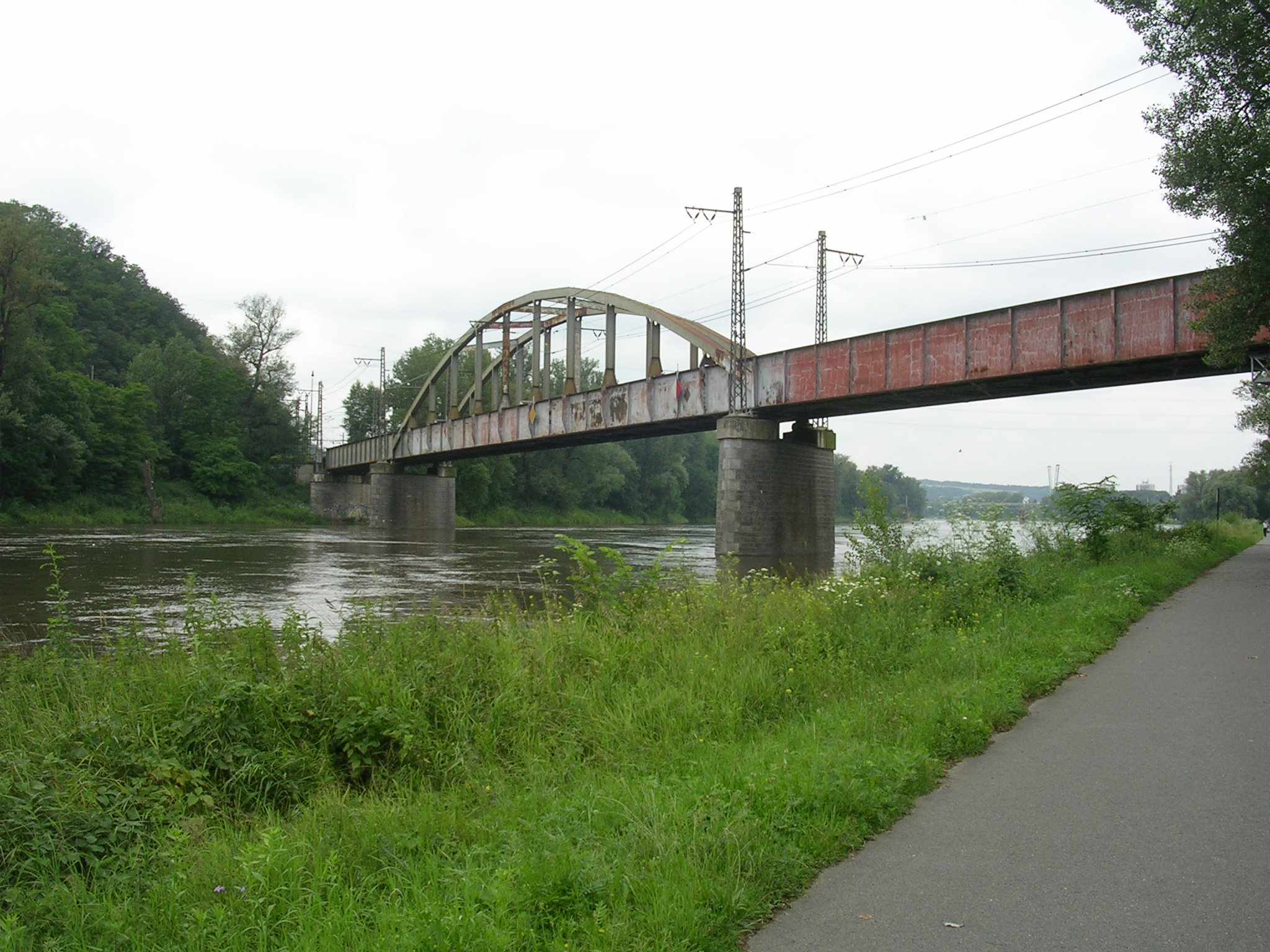
Železniční most Chvatěruby
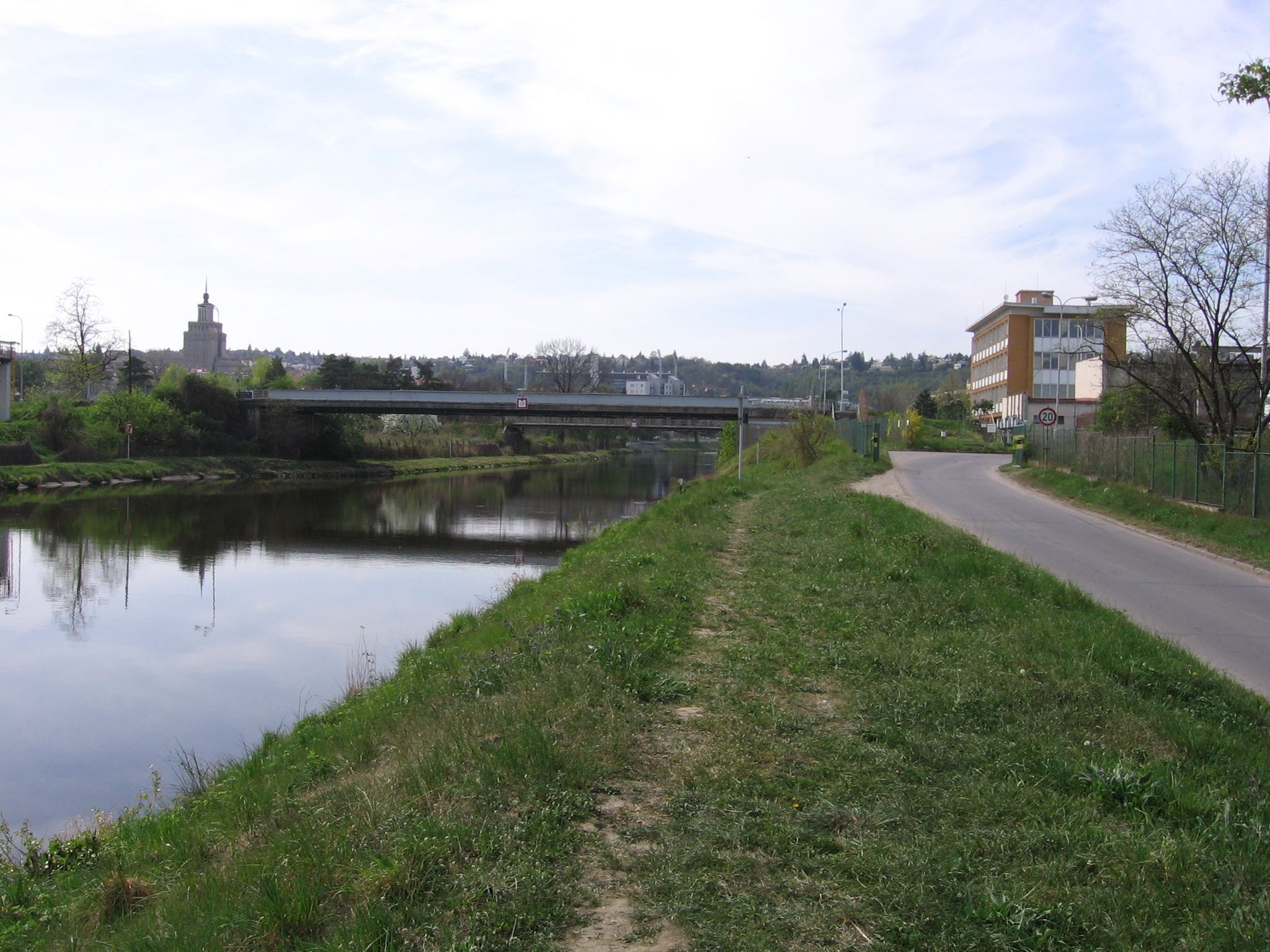
Mosty přes průplav Praha-Podbaba v km 1,58 a 1,67
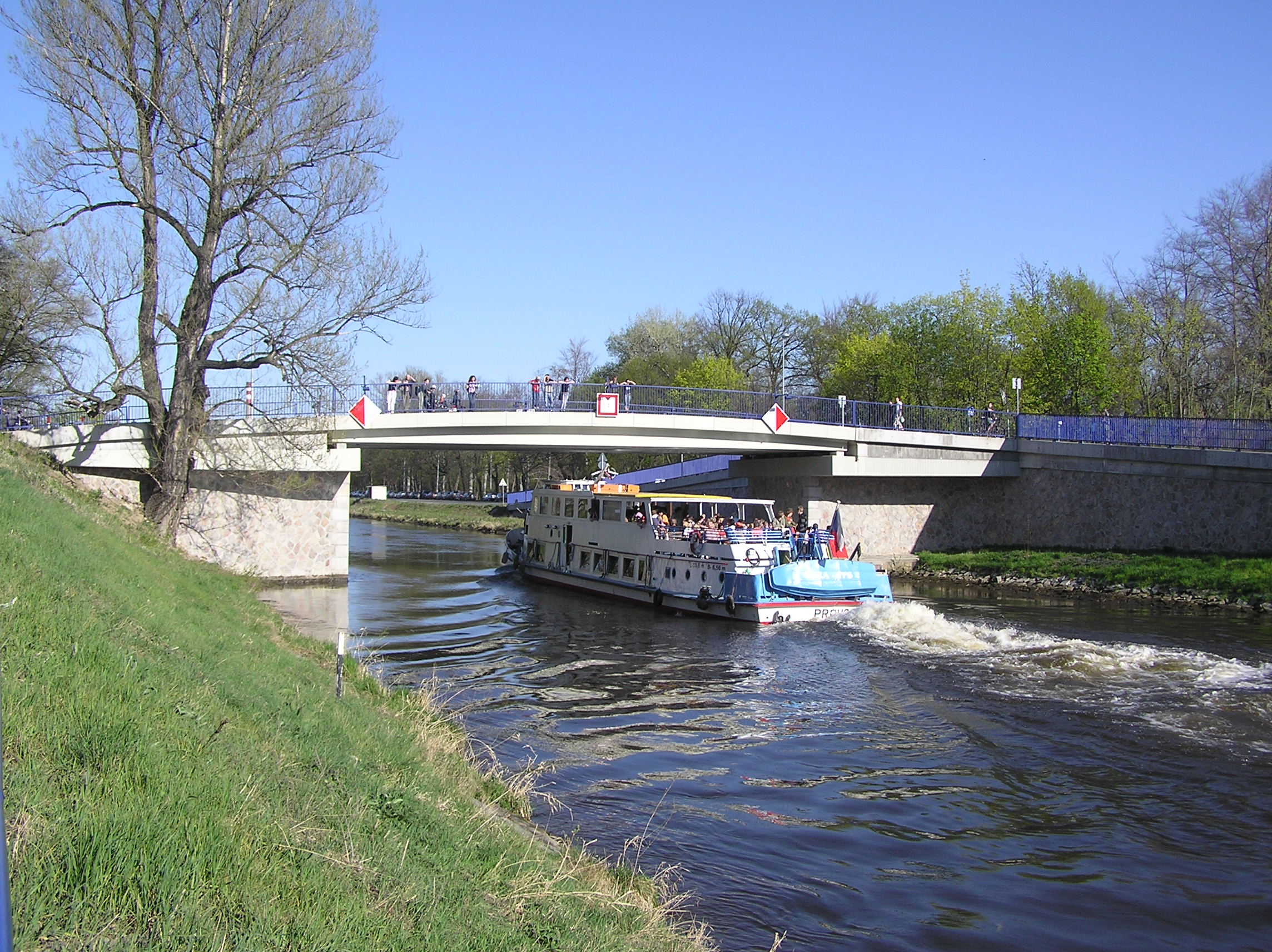
Most přes průplav Praha-Podbaba u Stromovky, v km 2,67
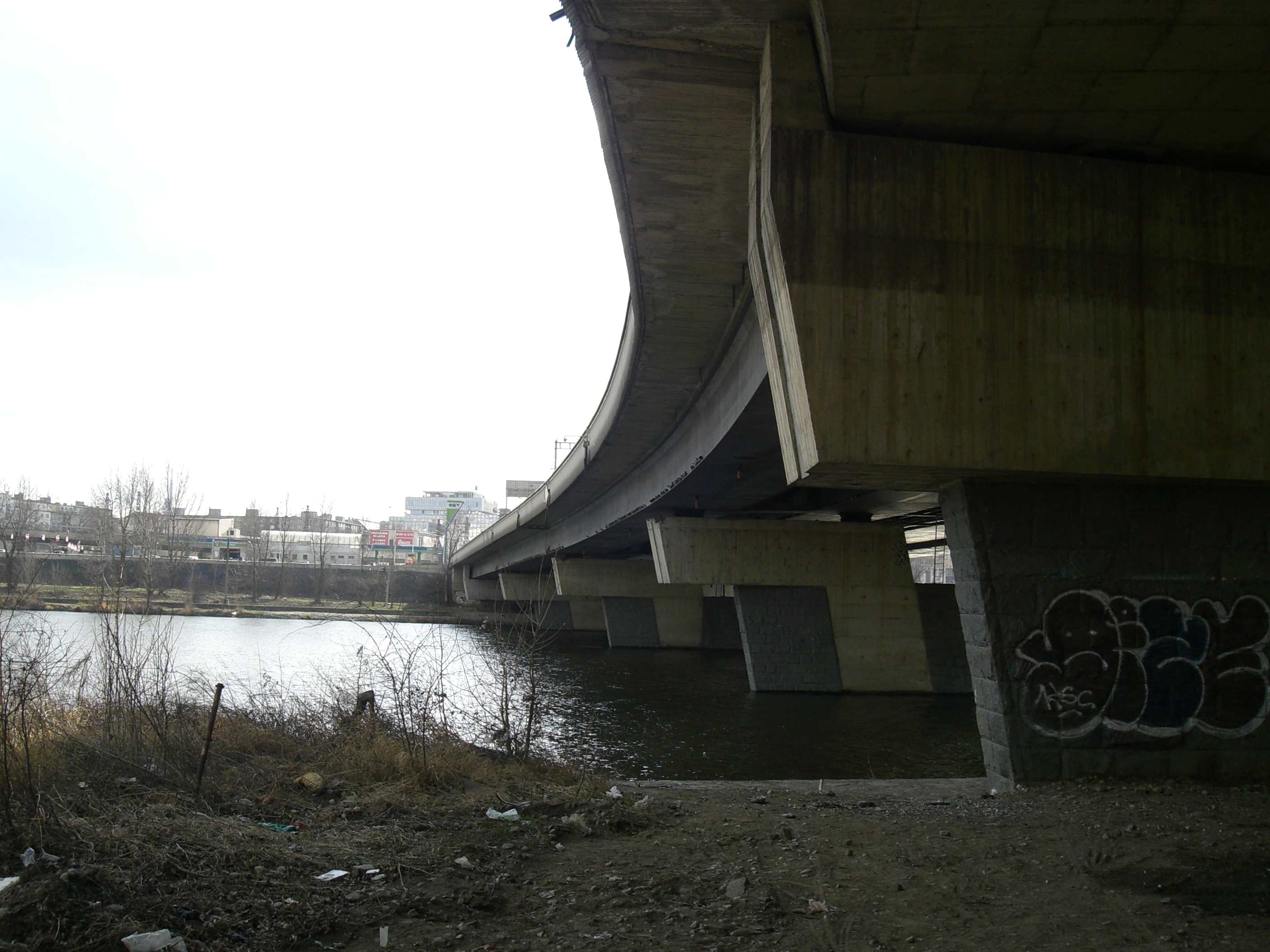
Most barikádníků, Praha
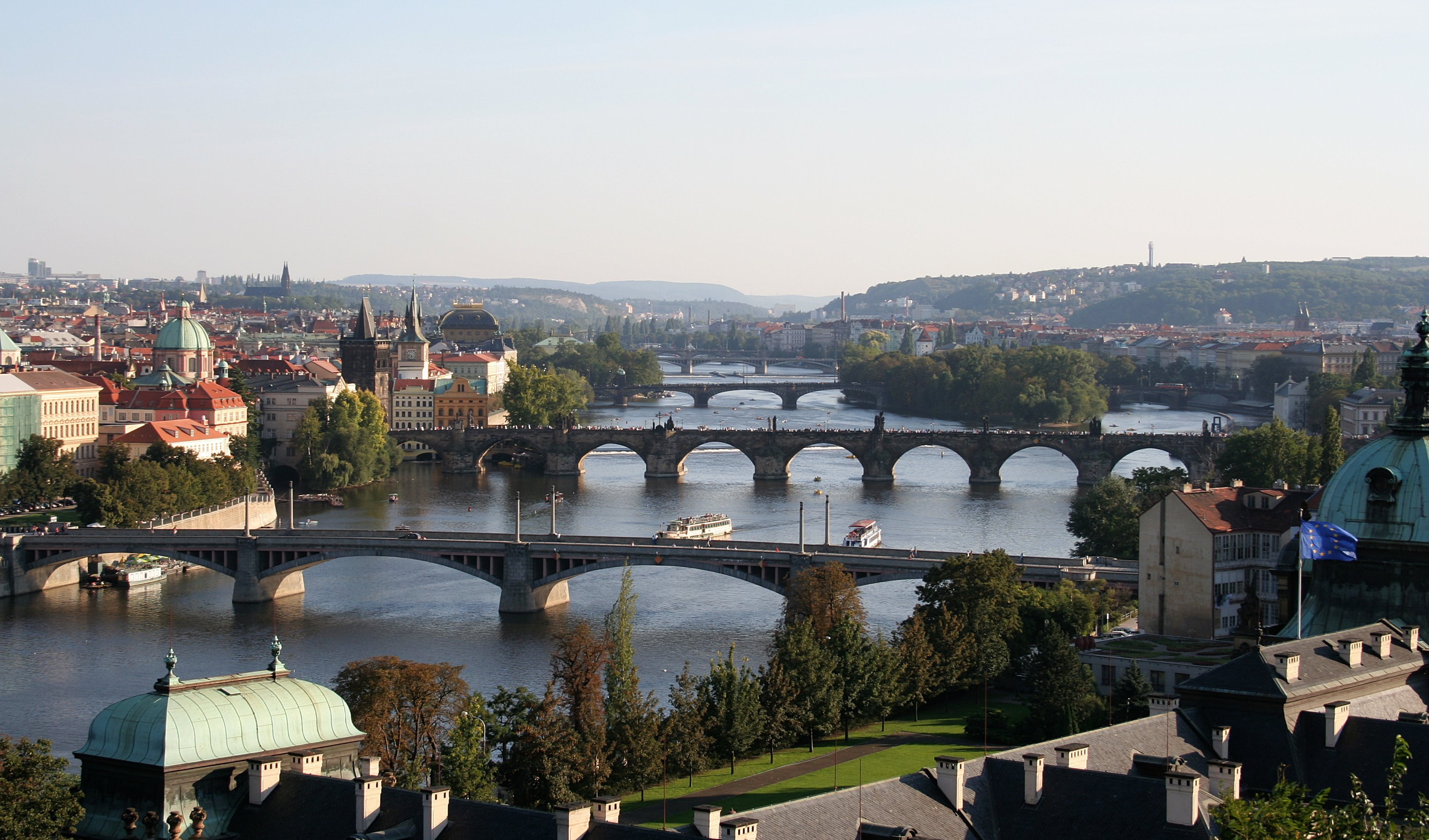
Mánesův most, Karlův most, Most Legií a Jiráskův most v Praze
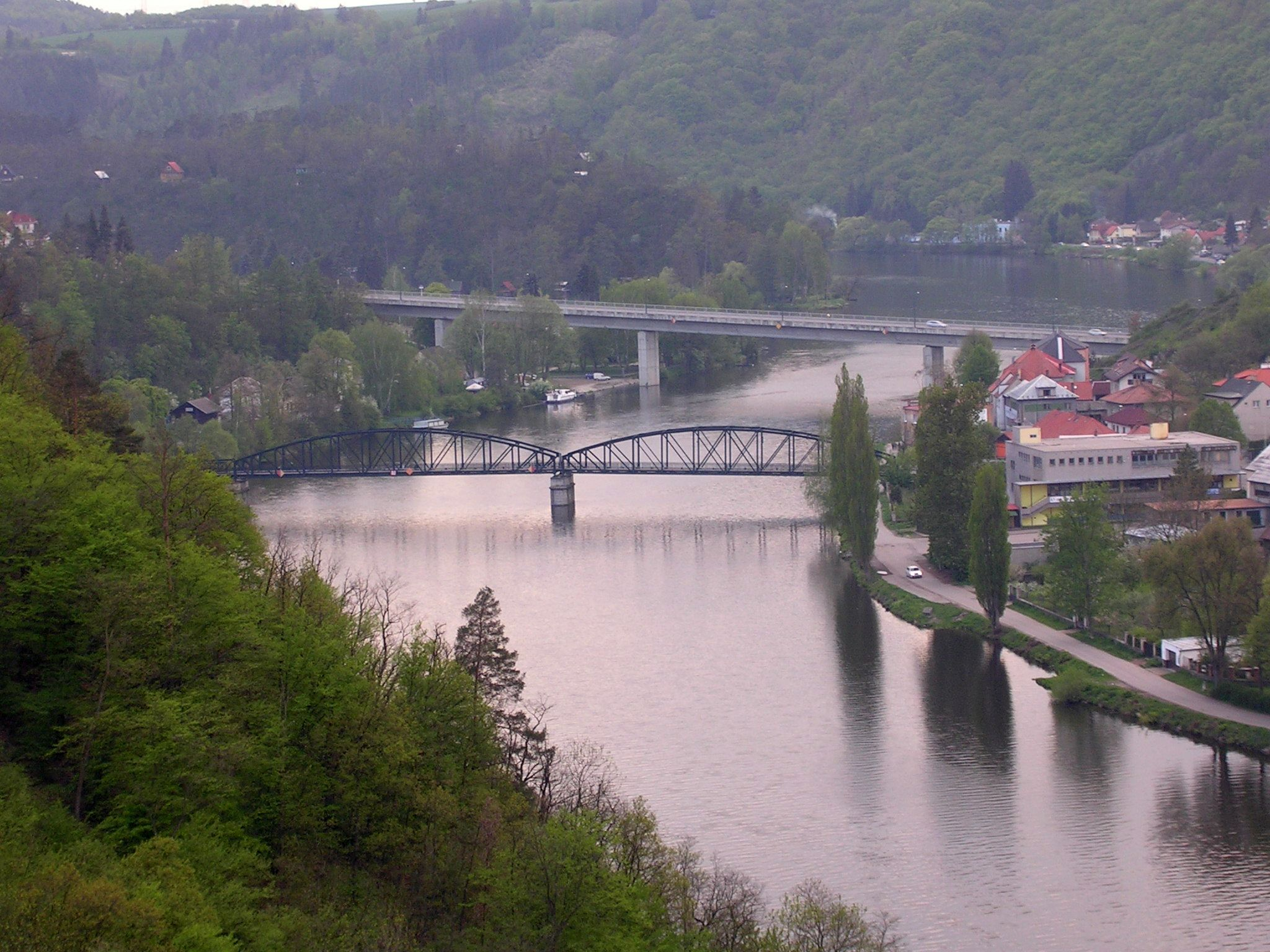
Pěší lávka a silniční most v Davli
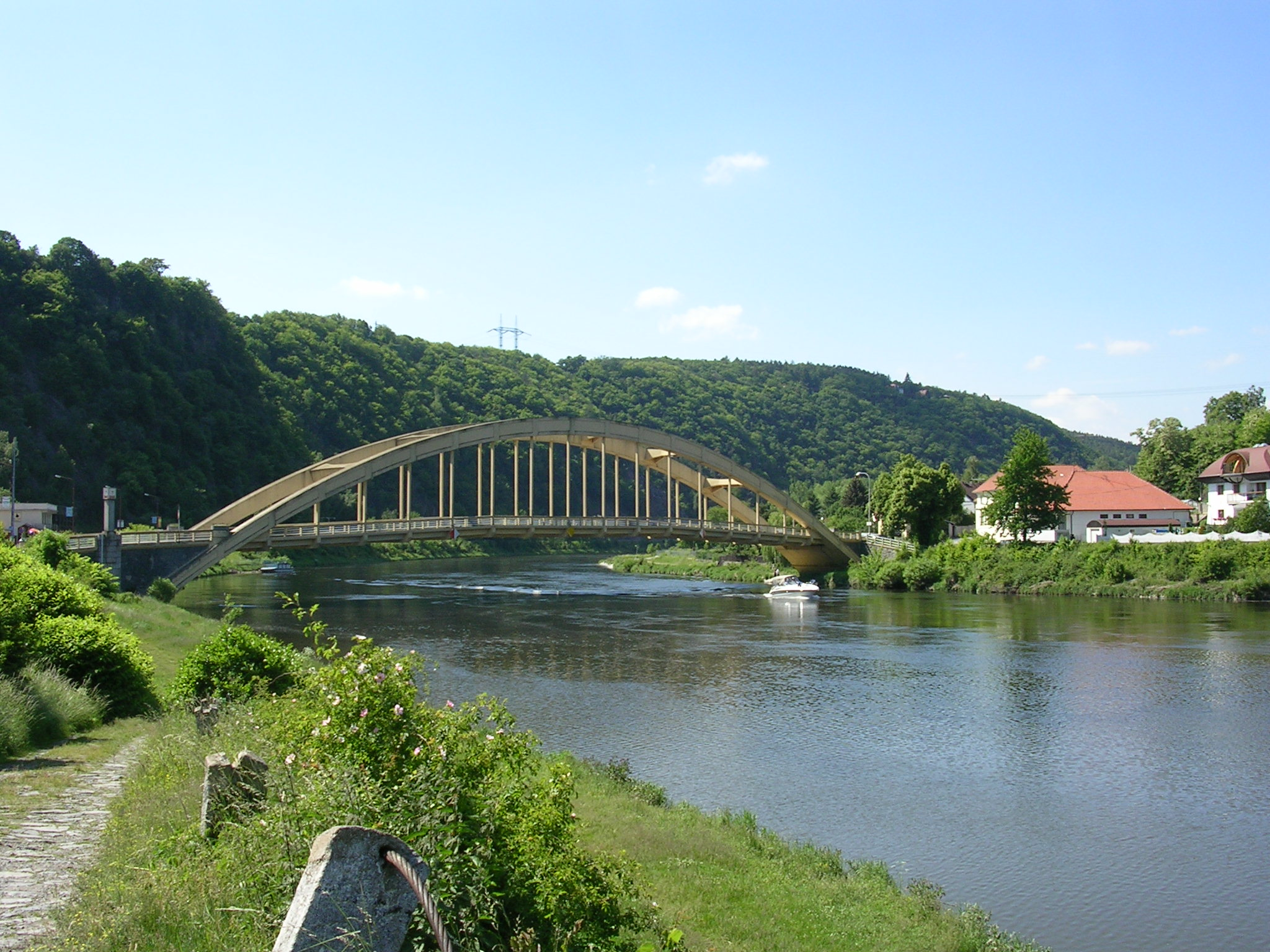
Štěchovice

## Historie
Pro malá plavidla a vory byla Vltava splavná od nepaměti a již 3. srpna 1366 přikázal císař Karel IV. stavět v jezech  propusti pro usnadnění plavby vorů. První splavňovací práce na Střední Vltavě od Českých Budějovic k pražské Výtoni, byly provedeny za vlády císaře Ferdinanda I. do roku 1550, kdy 28. října připlula první loď s nákladem soli do Prahy. Čilý plavební ruch v tomto úseku Vltavy probíhal s několika přestávkami až do 70. let 19. století, kdy většina zboží přešla na železnici. Nadále byl ale dopravován kámen a písek ze středního Povltaví do Prahy, a to prakticky až do výstavby Slapské přehrady, která ukončila průběžnou plavbu na střední Vltavě. Ve 30. letech století 20. také v úseku Praha – Štěchovice prožívala nebývalý rozkvět výletní osobní plavba ke Svatojánským proudům.
Ještě v roce 1549, po splavnění střední Vltavy, začaly přípravy na splavnění Vltavy pod Prahou pro velké labské lodě, ale k tomu již v té době nedošlo. Oživení zájmu o splavnění Vltavy pod Prahou nastalo za třicetileté války, kdy v letech 1628–1638 byly některé jezy mezi Prahou a Litoměřicemi protrhány a u jiných postaveny nové propusti, vhodné i pro vlečení lodí proti proudu. Plavební stavby byly ještě před koncem války v letech 1641–1648 zdokonaleny, takže kolem roku 1650 mohly do Prahy-Bubenče připlout velké labské lodě.
Hlavními pražskými překladišti se postupně staly Karlínský a Holešovický přístav, odkud a kam putovalo zboží po dolní Vltavě a Labi do a ze Severní Evropy a severoevropských námořních přístavů. Karlínský přístav sloužil po tuto dobu prakticky pro velké lodě jako koncový, protože pro ně navazující úsek vnitřní Prahou až do 20. let 20. století nebyl splavný. Tímto úsekem se proplouvalo pouze po proudu a to buď vory nebo později malé středovltavské lodě, převážně určené pouze pro poproudní plavbu a budoucí přestavbu nebo rozebrání jako zdroj dřeva (takzvané naháče).
Čilý plavební ruch se potýkal s nízkou plavební hloubkou v obdobích s nedostatkem vody, což spolu s nárůstem nároků na velikost lodí a jejich ponor vedlo v historii k několika dalším regulačním úpravám pomocí regulačních staveb, až bylo rozhodnuto o kanalizaci. Kanalizace tohoto úseku začala roku 1897 výstavbou hradlového jezu v Klecanech a navazujících plavebních komor v Roztokách. Jednalo se o první novodobou plavební komorou a po komorách v Županovicích, Modřanech (Vltava) a Hodoníně (Morava) čtvrtou plavební komorou v Čechách vůbec.
V období vyšších vodních stavů byly hradlové jezy sklápěny a plavba probíhala volnou řekou. Jezy bylo též nutno sklápět v období zimní zámrazy, takže zimní plavební přestávka trvávala i 3 měsíce. Samotné sklápění byla náročná a nebezpečná práce, kdy bylo nutno jednotlivá hradidla (trámky opřené na stojato proti vodě o železnou lávku) ručně vytáhnout a odvézt na břeh. Poté se uvolnila konstrukce železné lávky a postupně se sklopila na dno řeky. Kvůli pracné a neoperativní obsluze jezy přestaly brzy vyhovovat potřebám plavby a v 80. letech 20. století bylo přistoupeno k jejich rekonstrukci na moderní sektorové jezy, s hydraulicky podpíranou klapkou.

#### Film
- Jak si lidé plují (1. díl – Pánbůh nás má rád, 2. díl – Plouti je nutné, 3. díl – Cesty pro lodě) – Režie Přemysl Staněk, Scénář a komentář František Nepil (Spisovatel František Nepil popisuje v tomto filmovém dokumentu vývoj vodní dopravy v českých zemích i ve světě. Její přínosy pro člověka a vztah k přírodě a krajině. Dokument obsahuje záběry plavby na Labi.).